# Mohácsi csata
A mohácsi csata (törökül: Mohaç Muharebesi) 1526. augusztus 29-én zajlott le Mohács környékén, a csata pontos helyszíne még vita tárgyát képezi. A Gergely-naptárra áttérés után a csata tényleges évfordulója szeptember 8. A II. Lajos király vezette Magyar Királyság és az I. Szulejmán szultán vezette Oszmán Birodalom hadai között. A csata elsöprő oszmán győzelemmel zárult, emiatt a későbbi történetírásunk úgy emlegette mint „nemzeti nagylétünk nagy temetőjét”. A magyar hadtörténelem egyik legtöbbet emlegetett eseménye. A vereség okai és jelentősége a mai napig éles viták tárgya. Egyesek szerint a vereség okai a széthúzó magyar nemesség és Szapolyai János, a későbbi I. János király szándékos késlekedése, míg mások szerint azon körülmények között az akkori világ legnagyobb haderejével rendelkező Oszmán Birodalommal szemben esélye sem lett volna a győzelemre egyetlen európai államalakulatnak, így Magyarországnak sem.

## Előzmények

### A nemzetközi helyzet

#### Európai folyamatok
Amerika 1492-es felfedezése után az európai kereskedelem súlypontja a Földközi-tengerről fokozatosan az Atlanti-óceánra helyeződött át. Az Újvilágból beáramló hatalmas nemesfémmennyiség a magyarországi arany- és ezüstbányák jelentőségét csökkentette.
A Magyar Királyság ennek ellenére Ausztria, Lengyelország mellett Közép-Európa vezető hatalmának számított. Az európai befolyást mutatja, hogy Bakócz Tamás esztergomi érsek jó eséllyel pályázott a pápai trónra. E célból 1512-ben Rómába utazott. A betegeskedő II. Gyula pápa 1513. február 21-én valóban meghalt, de előtte még sikerült szétrobbantania a cambrai-i ligát. Bakócz számításai nem váltak be, a konklávé 1513. március 4-én Medici Jánost választotta meg, aki X. Leó néven foglalta el a pápai trónt. Pedig Bakócz pápaként, sokat tehetett volna a bajban lévő Magyarországért. Leó pápa a riválisát úgy távolította el Rómából, hogy megbízta egy keresztes hadjárat vezetésével.
Európában, főleg Németországban, közben negatív folyamatok kezdtek kibontakozni. A pénzügyek irányítását kezükbe kaparintó Fuggerek „1503 körül már valóságos «kegyosztási» monopóliummal rendelkeztek Németországban, Magyarországon, Lengyelországban és Skandináviában, olyannyira, hogy minden papnak, ha csak a legszerényebb plébániához akart is jutni, az augsburgi kereskedőkhöz kellett fordulnia”. A Fuggerek tartották kézben a római katolikus egyház által kibocsátott búcsúcédulák forgalmazását is, ami – egyéb okokkal együtt – hamarosan nemzetközi botrányhoz, majd erős társadalmi forrongásokhoz vezetett. 1517 után az európai közvélemény figyelmét egyre inkább lekötötte és megosztotta a Luther Márton által elindított reformáció. A vallási forrongásra rátevődött az 1524–1526 közötti német parasztháború, amely jelentős erőket lekötött, és az anyagi károk mellett több mint 100 000 emberéletet követelt.
A nyugat-európai hatalmak 1521–1526 között az itáliai háborúk (amelyek kisebb megszakításokkal 1494-től 1559-ig tartottak) aktuális epizódjával voltak elfoglalva. Franciaország először Kelet-Európában keresett szövetségeseket V. Károly német-római császár ellen. Antonio Rincon francia követ többször járt Lengyelországban és Magyarországon 1522 és 1525 között. A bicoccai csata (1522) után I. Ferenc francia király – sikertelenül – I. Zsigmond lengyel királlyal próbált szövetkezni. A magyar királyi udvar is visszautasította a franciák ajánlatát, nem úgy Szapolyai János erdélyi vajda, aki hajlandóságot mutatott a franciákkal való együttműködésre, bár a hivatalos szerződéskötés csak 1528-ban történt meg.
A Milánói Hercegséget újból megtámadó I. Ferenc 1525. február 24-én a paviai csatában vereséget szenvedett V. Károly császár seregei ellen. A fiaskó olyannyira súlyos volt, hogy a francia király fogságba esett, majd fogolyként Spanyolországba vitték (ahonnan csak a megalázó madridi békediktátum aláírása ellenében, 1526 márciusában szabadult).
A helyette Franciaországot régensként kormányzó anyja, Savoyai Lujza 1525 elején követeket küldött Nagy Szulejmán török szultánhoz, levélben kérve a beavatkozását a Habsburgok ellen, de ez a követség Boszniában eltűnt. A francia régensnő 1525 decemberében újabb követséget indított Isztambulba, amely Frangepán János horvát főnemes vezetésével sikeresen célba is ért, és 1526. február 6-án visszatért Franciaországba. A török szultán a franciák szövetségkötésre vonatkozó ajánlatát elfogadta (ezt követően a francia–oszmán együttműködés majdnem háromszáz éven át tartott! A franciák később a teljes európai fronton együttműködtek a törökkel. Például, 1543-ban Esztergom ostromakor a törököket egy francia tüzéregység is segítette. A többszöri pápai és más tiltás ellenére, a törökök folyamatos ellátást kaptak a kor legmodernebb nyugati fegyvereiből, és az oszmán birodalomban is folyt fegyvergyártás, amelyet európai rabok, olasz és francia kalandor mesteremberek, és az inkvizíció üldözései elől, főleg Spanyolországból menekülő zsidók segítettek. Amit a törökök nem tudtak pénzért megvenni vagy helyben legyártani, azt hadizsákmányként is megszerezhették, és hadaival 1526 nyarán Bécs ellen indult. Tehát a törökök – bár évtizedek óta hadban álltak a magyarokkal – elsődleges célpontjuk akkor nem Magyarország volt. Ezt az elméletet a történészek ún. "Szulejmáni ajánlatként" ismerik, azonban az ajánlat puszta létezését, megtörténtét a korabeli dokumentumok és iratok segítségével ezidáig még senki nem tudta bizonyítani. Magyarország egyértelműen a Habsburgok szövetségesének számított, már csak azért is, mert a szomszédos Osztrák Főhercegség uralkodója, I. Ferdinánd, a későbbi magyar király, II. Lajos magyar király feleségének, Mária királynénak a bátyja volt. 
A Habsburgokon kívül Magyarország segítséget Velencétől és a pápától remélhetett. Velence maga is hadban állt, mégpedig Franciaország oldalán.
1526-ban a pápai trónon három éve VII. Kelemen pápa ült, akinek nem sikerült hatalmát megszilárdítania, állandóan lavírozott az ekkor még csak választott német-római császári címet viselő V. Károly (1530-ban koronázták meg, miután csapatai 1527-ben elfoglalták, és kifosztották Rómát) meg I. Ferenc francia király között. Közben a pápai tekintély VIII. Henrik Angliájában is leáldozóban volt. A pápa budai legátusa révén megpróbált segíteni, lényegében az általa biztosított pénzből szereltek fel 5000 zsoldost, akik többsége Mohácsnál el is esett.

#### Az oszmán terjeszkedés

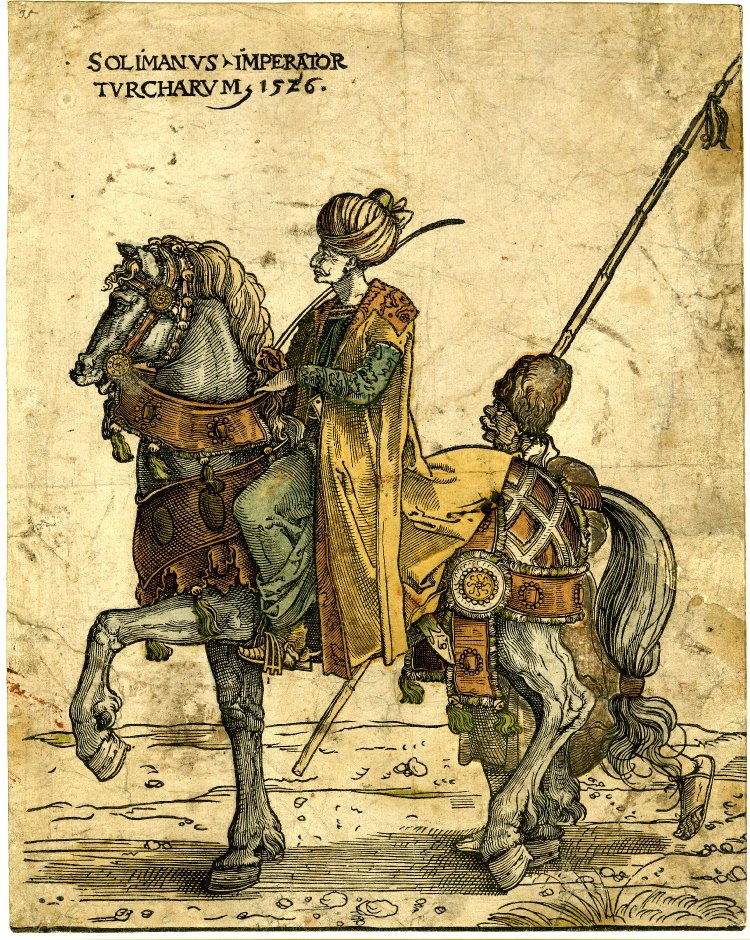
I. Szulejmán oszmán szultán lóháton (1526)

A 16. század eleje az Oszmán Birodalom példátlan terjeszkedésének korszaka. 1514-ben a törökök győzelmet arattak a Perzsiát uraló Szafavidák felett. A vesztes perzsák az Egyiptomot birtokló mamelukokban találtak szövetségesre, így a harcok ide is átterjedtek, de 1517-ben a törökök legyőzték az egyiptomiakat is.
Az 1520-ban trónra kerülő I. Szulejmán szultán először a birodalom belső helyzetét szilárdította meg, leverte a damaszkuszi pasa lázadását, majd – apja politikájával ellentétben – nyugatra fordította figyelmét, s I. Ferenc francia királlyal szövetségben a Habsburg-ház nagy hatalmának megtörését tűzte ki politikájának fő céljául. Ezért fordult már 1521-ben a Habsburgokkal szövetségben álló Magyarország ellen az 1520-as évek végétől. Először követeket küldött a magyar királyi udvarba, hogy a béke meghosszabbításáról tárgyaljanak, de királyunk úgy döntött, háborút kezdeményez a török ellen, és fogságba vetette a követeket. A háborút végül nem II. Lajos hanem Szulejmán indította meg ennek okán: Szabács, Nándorfehérvár és Zimony elfoglalásával utat nyitott a török fegyvereknek és a török befolyásnak nyugat felé. 1522-ben kiragadta Rodosz szigetét a Máltai lovagrend kezéből és miután 1525 a paviai csata V. Károly német-római császárt Nyugat- és Közép-Európa urává tette, a szultán ismét Magyarország ellen fordult.
A mohácsi vészt megelőző török betörések ellen Magyarország nem tudott sokat tenni. Az országot annyira kifárasztották a sok éve tartó belviszályok, hogy a belső területeket sem tudta hatékonyan védelmezni, de alkalmanként védekezett, pl. 1523-ban jelentős győzelmet aratott a mohácsi hadszintér közelében. Vannak akik a belső, nemesek közti viszályt, jelentéktelen nagyságrendűnek értékelik.[forrás?]

### A belpolitikai helyzet

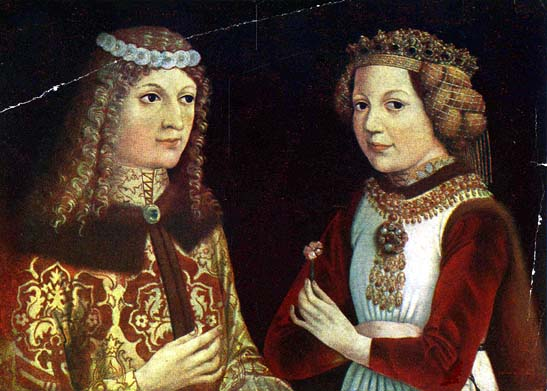
Egykorú festmény. Jagelló Lajos 1508. június 4. óta II. Lajos néven magyar király és menyasszonya, Ausztriai Mária. A két királyi gyermeket valószínűleg eljegyzésük (1515. július 22.) idején ábrázolja a kép

#### Magyarország állapota a Jagelló–korban
I. Mátyás 1490-ben bekövetkezett halála után a Jagelló-házból származó II. Ulászló került a magyar trónra. Az új király komoly nehézségek közepette próbálta megszilárdítani a hatalmát, hiszen ország nemessége igyekezett gyengíteni, illetve részben megszerezni a központi hatalmat, az állami jövedelmek lecsökkentek, a bárók és a főpapság kezébe visszakerült a Mátyás alatt visszaszorított befolyásuk, valamint az ország déli területeit rendszeresen zaklatták török csapatok. Bár a közhiedelemmel ellentétben Mátyás halála nem jelentett óriási fordulópontot a magyarországi kultúra szempontjából, Buda kulturális fontossága a reneszánsz-humanista tudósok és művészek elkopásával csökkent, és szerepét rövidesen Bécs vette át, mindez a hanyatlás helyett inkább a humanizmus tartalmának átértékelődésével áll kapcsolatban.
A meggyengült központi hatalom irányításában több esetben a Mátyás korában kiemelkedett méltóságok (Bakócz Tamás bíboros, Szalkai László püspök, későbbi esztergomi érsek, Nagylucsei Dóczy Orbán püspök, Werbőczy István) is meghatározó szerepet vittek. A főbb méltóságok betöltésének kérdése szoros összefüggésben állt a vármegyei nemesség és az arisztokrácia fokozatosan kiéleződő harcával, mely küzdelem a két társadalmi csoportot és érdekkörét két jól elkülönülő, bár átjárható frakcióra osztotta. A vármegyei nemesség Werbőczy személyében ideológust, szellemi vezetőt, Szapolyaiban befolyásos támogatót tudhatott magáénak, s rövidesen felismerte politikai jelentőségének megnövekedését. Ezzel párhuzamosan a 15–16. század fordulóján olyan, nagy múltú főnemesi családok haltak ki, mint a Cillei, a Garai, a Hunyadi vagy az Újlaki famíliák, kisebb hatalmi vákuumokat generálva ezzel.
A pénzügyi nehézségeket jól szemléltei, hogy Mátyás idején az erős központi hatalomnak és a magas adóknak köszönhetően az állami jövedelmek évi 600–900 000 aranyforint között ingadoztak, II. Ulászló uralkodásának első hat évében a vonakodó magyar elittől (1490–1496 között) mindössze 1 600 000 forint érkezett az államkasszába, ám a király ebből a pénzből mindössze 60 000 forintról tudott, kiadásait jellemzően cseh királyi jövedelmeiből és hitelből fedezte 1516-ban bekövetkezett halálakor mintegy 400 000 forint adósságot hagyott fiára. A török elleni védekezés megoldatlansága tovább rontott a helyzeten, a hadi kiadások, amelyeknek minden évben csupán egy részét sikerült előteremteni, elviselhetetlen terhet róttak az uralkodóra és az államra. A szerényebb becslések szerint a déli határvédelmi rendszer fenntartása és kisebb korszerűsítése is évi 300-400 000 forintot jelentett, ennek azonban jellemzően csak a felét sikerült finanszírozni. Mivel az állam nem győzte e hatalmas költségeket, az érintett területekre olyan komoly anyagi háttérrel rendelkező személyek kerültek, akik legalább nagyobbrészt saját vagyonukból próbálták megszervezni és fenntartani a védelmet, például Batthyányi Boldizsár jajcai bán és Báthori István temesi ispán. Mátyás ütőképes zsoldoshadserege, a „fekete sereg” amelynek eltartása már 1490 előtt is problematikus volt, hiszen évente akár 300 000 forintot is kitett, II. Ulászló idejében már fenntarthatatlannak bizonyult. A fizetetlen zsoldosok 1492-ben megtagadták az engedelmességet, és fosztogatni kezdtek. Leverésükhöz Kinizsi Pál általános mozgósítást rendelt el, majd a Száva mentén győzte le őket. A király 1493-ban hivatalosan feloszlatta a zsoldoshadsereget. A szárazföldi hadsereg létszámának és harcértékének csökkenése mellett a vízi utak ellenőrzésében, az utánpótlás szállításában és a harcok támogatásában nélkülözhetetlen szereppel bíró naszádosok száma a Mátyás-kori tízezerről az 1520-as évekre ezer környékére olvadt.
II. Ulászló kezdetben igyekezett a Jagelló-ház nemzetközi befolyására támaszkodva egy még jelentősebb közép-európai hatalmi tömböt kialakítani, ezért szorosan együttműködött lengyel királyi rokonaival, egészen amíg fivére, I. Zsigmond lengyel király az orosz és török fenyegetés miatt revideálni kényszerült külpolitikai elképzeléseit. Ezt követően más jelentős szövetséges híján II. Ulászló és udvara igyekezett a Habsburg-házzal szorosabbra fűzni kapcsolatait. A külpolitika ilyetén irányváltását ellenző köznemesi párt Werbőczy és Szapolyai vezetésével már az 1505-ös országgyűlésen is élénk hangon tiltakozott, július 25-re pedig a király beleegyezése nélkül fegyveres gyűlést hívtak össze Székesfehérvárra, amelyet végül nem tartottak meg. Októberben a Rákos mezején tartott országgyűlésen a köznemesi párt kifejezte ellenszenvét a nem „született magyar” királyokkal szemben a törvényi erőre sosem emelkedett, úgynevezett rákosi végzésben. Ezzel párhuzamosan Ulászló titokban követet küldött Miksa császárhoz és megállapodást kötött vele, melynek értelmében születendő fia Miksa egyik leányunokáját veszi majd feleségül, saját leányát pedig Miksa egyik fiúunokájához adja hozzá, továbbá megerősítették a régi dokumentumot, hogy a Jagelló-ház kihalása esetén a császárra illetve utódjaira szállnak országai, halála esetén pedig a fia feletti gyámság (Habsburg–Jagelló házassági szerződés).
A közel-keleti konfliktusai mellett az Oszmán Birodalomnak volt elegendő ereje arra is, hogy folytassa a beütéseket Magyarországra. 1512 végén a boszniai pasa elfoglalta a Szreberniki bánság összes várát, majd a dalmáciai és horvátországi erősségek ellen fordult. Az 1512. évi török betörésekre válaszul, Szapolyai János erdélyi vajda Havasalföld és Szerbia területére tört be, nagy zsákmánnyal, sok fogollyal tért haza. Báthori István temesi ispán a Temesközben aratott győzelmet, nyolc ló vontatta a szekeret, mely a levágott török fejeket Budára szállította. X. Leó pápa 1513 júliusában keresztes hadjáratot hirdetett a törökök ellen, melynek megszervezésére a pápa címért folytatott küzdelemben legfőbb riválisát, a Rómában tartózkodó Bakócz Tamás esztergomi érseket nevezte ki teljhatalmú pápai legátussá. Bakócz részben hajlott kora, részben a szervezésből eredő pápai ambícióinak kényszerű feladása miatt vonakodott teljesíteni a megbízást, így a pápával folytatott vita és alkudozás egészen novemberig tartott. A Magyarországra hazatérő érsek 1514 márciusában jelentette be a megbízást a koronatanácsban, a pápai bullát pedig 1514. április 9-én hirdették ki. A kedvezőtlen társadalmi helyzet és a sikertelen szervezés miatt a keresztes hadjárat végül a tragikus kimenetelű Dózsa György-féle parasztfelkelésbe torkollott. Még a felkelés döntő csatája, a temesvári ütközet idején II. Ulászló királyt újabb súlyos egészségi problémák gyötörték, a király tartva attól, hogy Szapolyai a parasztok leverése után megnövekedett tekintélyét kihasználva ellene fordul, mozgósította csehországi híveit és segítséget kért Miksától is, de az összecsapás elmaradt. Az 1515 nyarán megtartott bécsi uralkodótalálkozón sor került a Habsburg–Jagelló házassági szerződésben előirányzott házasságkötésekre, 1516. március 13-án pedig elhunyt II. Ulászló magyar király.
A magyar trónra 1516-ban II. Ulászló tízéves fia, Lajos került. A lengyel és német-római uralkodók gyámjoga elleni védekezésül Lajost nagykorúnak nyilvánították és egy évente újraválasztandó, 28 tagú ügyvivő tanácsot állítottak mögé. Még ebben az évben sikerült a törökökkel egy újabb évre meghosszabbítani a fegyverszünetet. X. Leó pápa keresztes szervezkedése miatt, melynek keretében összkeresztény hadjárat indult volna az oszmánok ellen, 1517-ben a magyar diplomácia vonakodott meghosszabbítani a fegyverszünetet, mire a törökök újból ostrom alá vették Jajcát. Bár 1518-ra úgy tűnt a hadjárat el fog indulni, annak legfőbb résztvevője és támogatója, I. Miksa német-római császár 1519 elején elhunyt, a hadjárat elmaradt, így 1519-ben a magyar államvezetés újabb hároméves fegyverszüneti megállapodást kötött a törökökkel. A béke azonban nem tartott ki, 1520-ban I. Szelim is elhunyt, fia, a még harciasabb Szulejmán került az Oszmán Birodalom élére, aki 1521. május 18-án hadjáratra indult Nándorfehérvár elfoglalásáért.

## Az 1526-os év

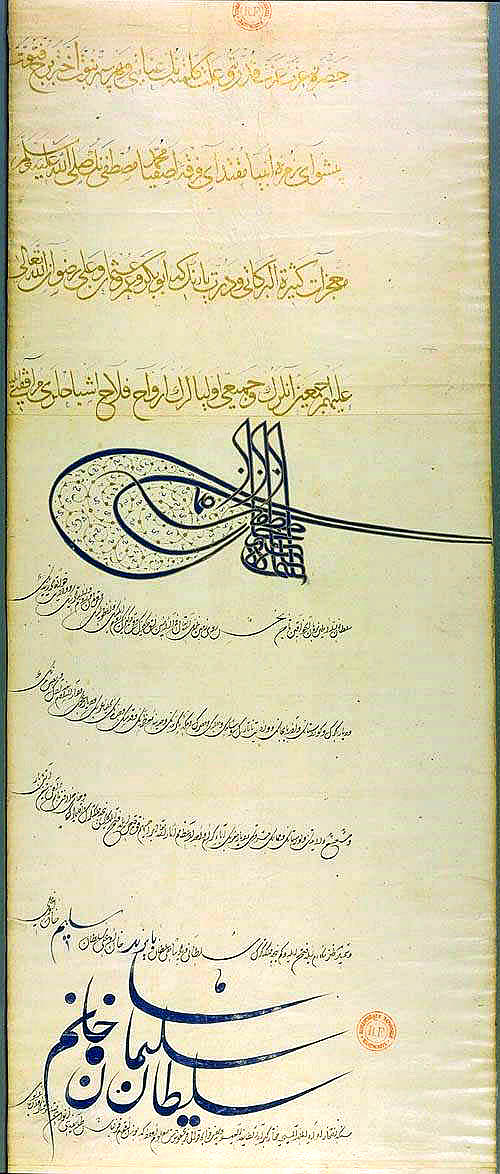
Nagy Szulejmán támogató levele I. Ferenchez, a „francia tartomány kormányzójához” (1526)

A magyar udvar 1526-ban idejekorán értesült arról, hogy a szultán ismét Magyarország ellen készül. Már 1525 végén megtudhatták az ide menekült Bakics Pál szerb vajdától, hogy a szultán célja Buda megszerzése. Mások arról tudósítottak, hogy a törökök az országba vezető utakat figyelik, vizsgálják. A hírek hallatán a király parancsot ad a bánoknak, hogy készüljenek fel a védelemre. Ám most sem történt más, mint öt évvel azelőtt. Nem volt pénz. A telet az udvarnál töltő Tomori Pál hiába kért pénzt, hiába figyelmeztetett, senki sem hederített rá. Kinevezték ugyan kincstartónak, ám az adott körülmények között ez puszta cím volt, semmi más. A csalódott, megkeseredett Tomori egy éjjel azután szinte menekülve hagyta el Budát. Visszatért csapataihoz, amelyek akkor már 11 hónapja nem kaptak zsoldot. Látván, hogy semmi sem történik az ország védelmében, a végvidéki parancsnokok márciusban beadták lemondásukat. Ám ahogy a védelem, úgy a lemondásuk sem érdekelt senkit. A magyar nemesség az április 24-re kitűzött rákosmezei országgyűlésre készült, ahol fontos dolgokról: személyes ügyekről, a főúri és a köznemesi párt közti viszályokról kellett dönteni. Csak az országgyűlés vége felé, május 1-jén hoztak konkrét védelmi határozatokat: azonnal meg kell erősíteni és fel kell szerelni a végvárakat, a hadaknak fel kell készülniük a táborba szállásra. Megszavazta a hadiadót és elhatározta, hogy a nemesek ne csak személyesen jelenjenek meg, hanem annyi katonát is állítsanak, amennyit csak tudnak. E határozatnak viszont nem volt nagy foganatja.
Mindezek végrehajtásához azonban még mindig hiányzott a legfontosabb: a pénz. Az egyetlen ütőképes magyar fegyveres erőt ekkor csak Tomori 2000 katonája jelentette, akik azonban az állandó csatározásokban egyre fogytak, segítség pedig éppen csak annyi érkezett – no nem az udvartól, hanem a pápától és néhány határszéli birtokostól -, ami a veszteségeket ellensúlyozta.
A háború hírére Lajos segítséget kért az európai fejedelmektől, de csak VIII. Henrik angol király ajánlott fel segélyt (amely 1527-ben érkezett meg Mária királynéhoz, Pozsonyba), továbbá a pápa 50 000 aranyat, ellenben sem V. Károly, sem Habsburg Ferdinánd (osztrák főherceg, a magyar király sógora) nem tettek semmit. Tény, hogy hadaik még az itáliai hadszíntereken voltak. II. Lajos megkísérelt a védekezés érdekében hitelt szerezni a Fuggerektől, azonban ők a Magyarországon korábban bevezetett kereskedelmi vámok miatt nem adtak. Szerencsés Imre alkincstárnok sem adott kölcsönt.[forrás?]
Antonio Giovanni da Burgio pápai nuncius 1526. január 18-án Budáról küldött jelentésében siralmas képet fest a magyarok hadi előkészületeiről.

## Török és magyar előkészületek
A török szultán serege április 23-án indult el Magyarország felé. Lassan haladtak, mert a Nagy-Morava folyó mellett vezető felvonulási utat a folyó áradása csaknem járhatatlanná tette. Az akadályok ellenére a sereg június 30-án megérkezett Nándorfehérvárra. Addigra Bali bég hidat veretett a Száván. A magyar haderő gyülekezését július 2-ra, Tolnára tűzték ki. És megint bekövetkezett az 1521-es helyzet. A király közölte, hogy nincs pénze a hadra keléshez, erre hivatkozva azonban a nemesség sem érezte kötelességének, hogy fegyvert fogjon. Végül közadakozásból és a pápa által átengedett egyházi vagyonból fogadtak katonákat. A nádor is hiába próbált Mohácsra vonulni, senki sem csatlakozott hozzá, mindenki a királyra várt.
A szultáni sereg, élén az Ibrahim pasa vezette ruméliai had, közben július 2-4. között háborítatlanul átkelt a Száván, és július 11-én már a második védővonal kulcserődje, Pétervárad alatt állt. A várat mindenképpen el kellett foglalniuk, mert elzárta az oszmánok fő utánpótlási vonalát, a Dunát. Alapy György és 1000 fős védőserege két hétig tartott ki. Ezalatt visszavertek két rohamot, de amikor az ostromlók ágyúi szétrombolták a falakat, július 27-én feladták a várat. Újlak sem sokáig tudott ellenállni az oszmán sereg erejének, egyheti ágyúzás után, augusztus 8-án került török kézbe. Erdőd és Eszék őrsége, kilátástalannak ítélve a harcot, elmenekült. Szulejmán augusztus 14-én ért Eszékre. Itt nyomban nekifogtak a hajóhíd és a túloldali mocsáron átvezető töltés felépítésének, amely 19-re elkészült, és 22-re már az egész oszmán had átkelt rajta. Érdemi ellenállással addig nem találkoztak. Tomori 1500 katonájával meg sem kísérelhette, hogy beavatkozzék a harcokba, s július 16-án kénytelen volt sorsára hagyni Péterváradot. Ezután a Duna bal partján északnyugat felé indult, a Dráva torkolata felett átkelt a Dunán, és egyesülve Perényi Péter temesi ispán csapataival, a Dráva-vonal védelmére akart vonulni. Sajnos elkésett, mert addigra már a törökök megvetették lábukat a Dráva bal partján. Ezért a Karasica-patak mocsarában vert tábort 6000 emberével, szekérvár védelme alatt, s onnan nyugtalanította a közeledő oszmán hadat.

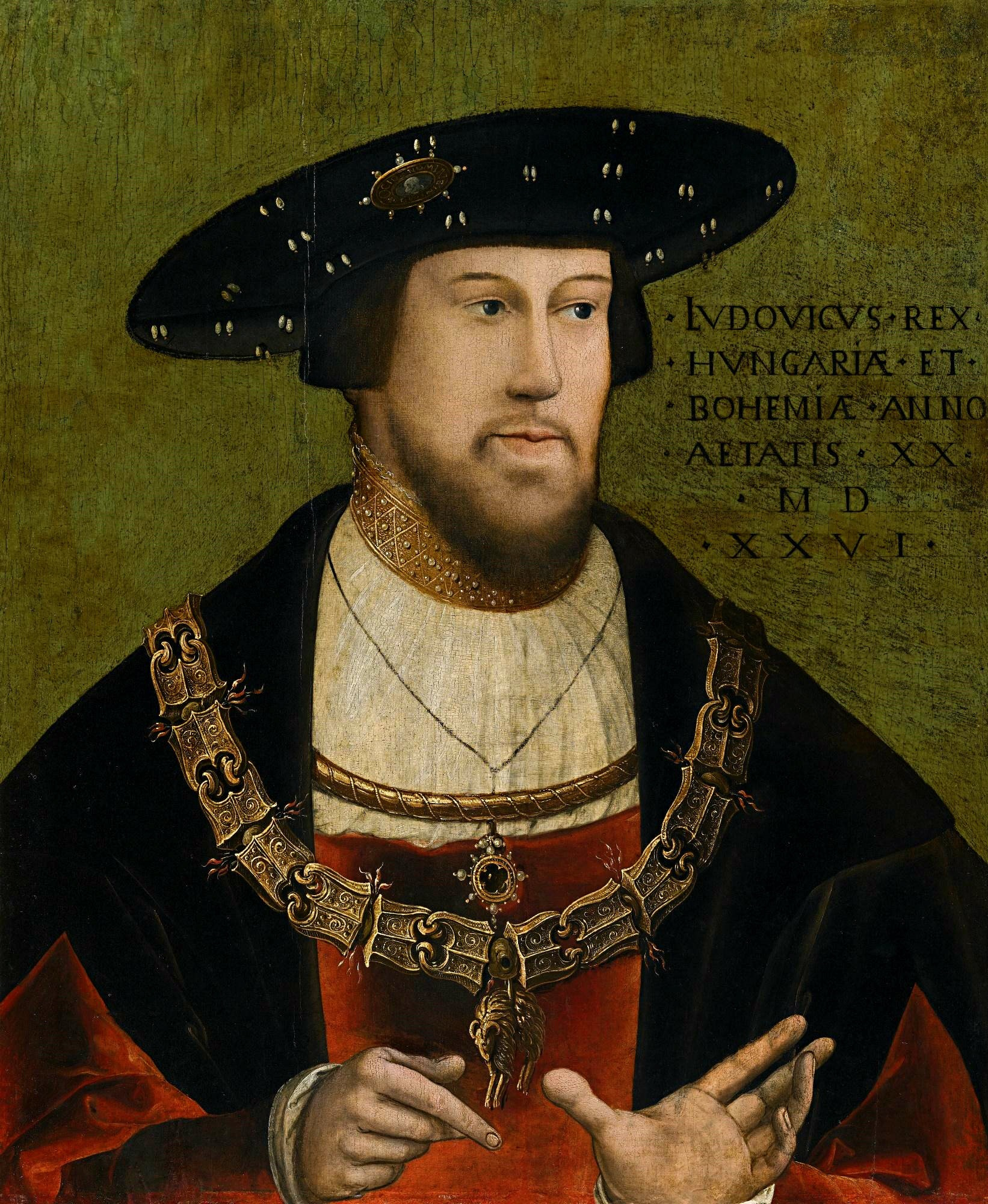
II. Lajos magyar király

A magyar vezetés csak június közepe felé döntött arról, hogy a csapatoknak július 2-ra, Tolnára kell összegyűlniük. A király Szapolyai János erdélyi vajdához futárt menesztett, majd ő maga is csak július 20-án indult el Budáról, és miként 1521-ben, haladásának lassúsága serege gyarapodásával állt arányban, de így is útközben 12 000 főre nőtt. A had egy részét a korábban Antonio Giovanni da Burgio pápai követ által toborzott főleg idegen (cseh, morva, itáliai, német és spanyol) zsoldosok tették ki, akiket pápai pénzből fizettek. Augusztus 16-án nevezte ki a sereg vezéreiül Szapolyai György szepesi grófot és Tomori Pál kalocsai érseket, aki nagyon vonakodott a vezérséget elfogadni. Az urak nagy többsége Mohácsot választotta a csata színhelyéül, bár még nem érkezett meg a király táborába minden várt csapat. Az erdélyi vajda 5000-10 000 fős serege még csak Szegednél járt, míg a szlavón hadak éppen, hogy csak elkezdtek gyülekezni Zágrábnál. A király másik országából, Csehországból érkezett 10 000 fős hadsereg is csak Székesfehérvár környékén volt még.
A nádor ugyan megindult délre a tolnai táborból, hogy a Drávánál megpróbálja feltartóztatni az ellenséget, de most sem tartott vele senki. Végül a királyi sereg augusztus 6-ra ért Tolnára, majd 14-én továbbment Mohácsra, ahová 24-én érkezett meg. Szulejmán naplójának egy megjegyzéséből elég valószínű, hogy a magyar hadvezetés már korábban eldöntötte, szükség esetén itt ütköznek meg az ellenséggel. Az oszmánok és a magyarok között ekkor tehát már csak a Karasica-patak mocsarai álltak, de ennek átjáróit a királyi sereg nem próbálta meg lezárni, sőt Tomori csapatait is visszarendelték onnan Mohácsra. Augusztus 28-án az oszmánok átkeltek a Karasicán is, majd ott táborba szálltak. Szulejmán parancsot adott, hogy a sereg másnap csatára készüljön. Könnyűlovassága akkor már két napja előcsatározásokat folytatott a magyarokkal.
Tudományos berkekben vita folyt és folyik arról, hogy az említett három vízi akadály (Száva, Dráva, Karasica) révén fel lehetett volna-e tartóztatni az előrenyomuló oszmán sereget. Van, aki úgy véli, hogy mindhárom vonal alkalmas lett volna erre a célra, van, aki szerint egyik sem. Az szinte első látásra bizonyosnak látszik, hogy a Szávánál erre semmi esély nem volt. Itt ugyanis az átkelőhelyet már eleve biztosította a török kézen levő nándorfehérvári és zimonyi vár. Sokkal érdekesebb ebből a szempontból a Dráva vonala. Itt ugyanis, ha hinni lehet a korabeli vízrajzi helyzetet bemutató térképeknek, a folyó mentén végig mocsarak, árterek húzódtak. Nagyobb seregek átkelésére alkalmas pont a Dráva torkolatától felfelé először Eszéknél van. Ezt a magyar haderőnek mindenképpen meg kellett volna próbálni elzárni. Nem tudjuk, miért nem tette. Elképzelhető, hogy a magyar nehézlovasság sem tudott volna ezen a rossz talajon mozogni. Az a feltételezés, hogy ebben az esetben az oszmánok feljebb próbálkozzanak, nem tűnik reálisnak, hiszen így nekik is a folyó menti mocsaras talajon kellett volna továbbvonulniuk, nem beszélve az ezzel járó időveszteségről. A Karasica esetében nyilvánvaló, hogy egy patak nem jelenthet akkora akadályt, amelyen egy, a Drávát is viszonylag könnyen áthidaló oszmán sereg ne tudott volna szinte menetből átkelni.

## Erőviszonyok

### Magyar haderő

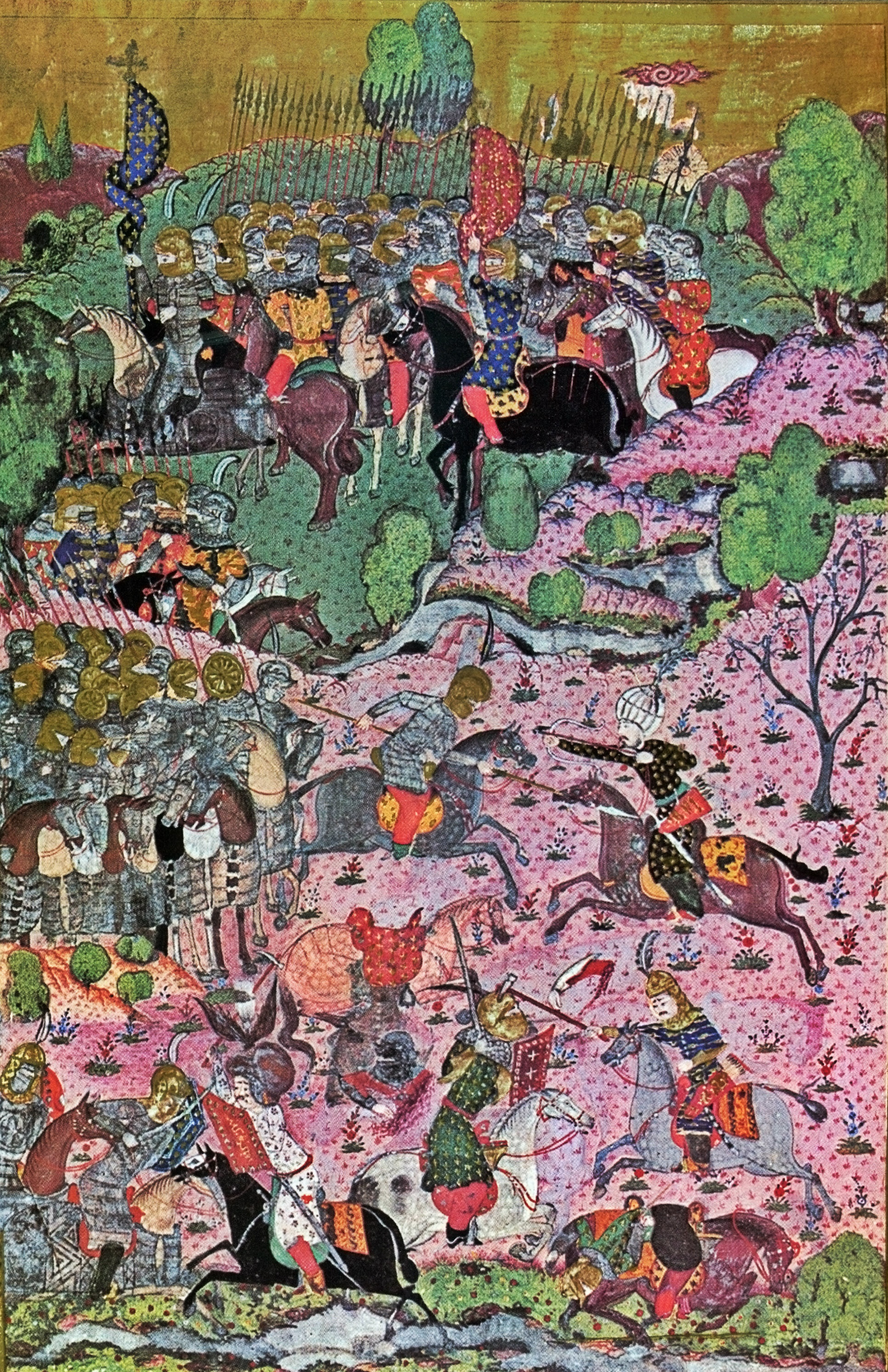
A mohácsi csata (török miniatúra részlete)

A magyar sereg, amely így mindössze 24 800 emberből állott, 85 ágyúval volt felszerelve (ebből 53 került használatba), s még néhány horvát hadtest állt rendelkezésre, augusztus 29-én egészen délutánig csatára készen állt. A közhiedelemmel ellentétben a magyar gyalogság annyira jól fel volt szerelve puskákkal, hogy még nyugati összehasonlításban is szokatlan módon rendkívül „tűzerős” seregnek számított a korszakban. A gyalogság egy részét zsoldosok tették ki, az idegenek közt főleg németek, bajorok és csehek voltak, de akadt néhány spanyol is. A hazai erők közül sem volt mindegyik magyar nemzetiségű. Több egységet szerbek alkottak, akik a Délvidéken a várakban és más katonai egységekben igen nagy számban szolgáltak. Vezetőik között ki kell emelni Bakith Pált, Venčac (Aleksandrovac) egykori vajdáját, aki nemrég érkezett Magyarországra, és rögvest II. Lajosnak ajánlotta fel szolgálatait. Szintén Szerbiából települt át nem sokkal korábbanRadics Bosics, aki a csata után is jelentős érdemeket mutatott fel a török elleni harcban. Ott volt továbbá Cserni Jován, a hírhedt szerémségi „parasztvezér”, mely címet a történelemtől jogtalanul kapta. Ő 1526 végén fellázította Szapolyai János ellen a délvidéki szerb katonák nagy részét, majd I. Ferdinándnak tett hűséget, amivel hosszú időre elkötelezte a szerbeket a Habsburg-ház mellett.
A magyar sereg fegyvernemek szerinti felosztása jelenlegi ismereteink alapján a teljesség igénye nélkül: 3000 nehézlovas (főként magyar nemesi bandériumok), a király testőrsége (1000 páncélos lovag), 4500 könnyűlovas (főként szerb származású huszárok), 6700 főként magyarországi gyalogság, 5300 pápai gyalogság (főként német landsknechtek, de képviseltették magukat olasz és spanyol kontingesek is kisebb számban) és 1500 fő lengyel gyalogság, ismeretlen számú tüzérség. A sereg többi részére jelenleg nincsenek megfelelő adatok a teljes rekonstrukcióhoz. 1523. október 18-án a magyar urak 60 ezer főt és 100 ágyút ajánlottak fel egy tervezett törökellenes harcra. „Megjegyzem, hogy a 60 000 ember felajánlásával a magyar kormány „öngólt lőtt”, ugyanis a pápai legátus 1524. január végén azon a címen tagadta meg a magával hozott segélypénzek kifizetését, hogy amennyiben a magyaroknak 60 000 fős serege van, akkor nincs szükségük a pénzre” – írta Kubinyi András történész. Ebből az adatból kiindulva Botlik Richárd történész kimutatta, hogy "a Mohácsnál, II. Lajos seregében harcoló katonák létszámát (25-27 ezer fő) meghaladta azok száma (41 ezer fő), akik nem vettek részt az ütközetben. A 32 magyar főúr kevesebb, mint fele vett részt a csatában, és összesen 8 „igazi” báró (25%) vesztette életét az ütközetben. Közülük hárman folytattak aktív és cselekvő közéleti politikát a királyi udvarban. 23 magyar vármegye katonáinak jelenlétét lehet kimutatni a mohácsi csatában, ami azt jelenti, hogy a királyi vármegyék katonaságának 64%-a (!) hiányzott az ütközetből."

### Török haderő
A török haderő főként az alkalmi irreguláris katonákra támaszkodott. Az Oszmán Birodalom teljes területén a Porta által reguláris haderőként alkalmazott, azaz hivatásos katonák létszáma ugyanis nem haladta meg a 15-16 ezer főt a 16. század első harmadában. Azonban valószínűtlen, hogy a birodalom az összes rendelkezésre álló professzionális katonáját kockáztatta volna a Porta egyetlen csata érdekében.
A szpáhik túlnyomó többsége irreguláris nem professzionális katona, ún. provinciális földesúr „timarli szpáhi” volt, és csak kis része volt fizetett professzionális reguláris udvari katona ún. „kapikulu szpáhi”. Az oszmánok janicsár seregük puskáinak nagy részét magyar és velencei puskaművesektől szerezték be. A jelenség már annyira elterjedt és súlyos volt, hogy 1525-ben a Magyar Országgyűlésnek törvényt kellett alkotni a magyar műhelyekben készített puskák oszmán exportja ellen. Valójában az elit egységek száma 10 ezer fő lehetett, amelyhez hozzájöttek a nagylétszámú irreguláris csapatok, az aszabok és az akindzsik, az irreguláris szpáhi lovasság és a többi egység. Így ebből állt össze a hatvanezer fős török sereg. A név szerint is ismert szolgálatban álló katonák egy része boszniai horvát származású volt.

## A csata lefolyása

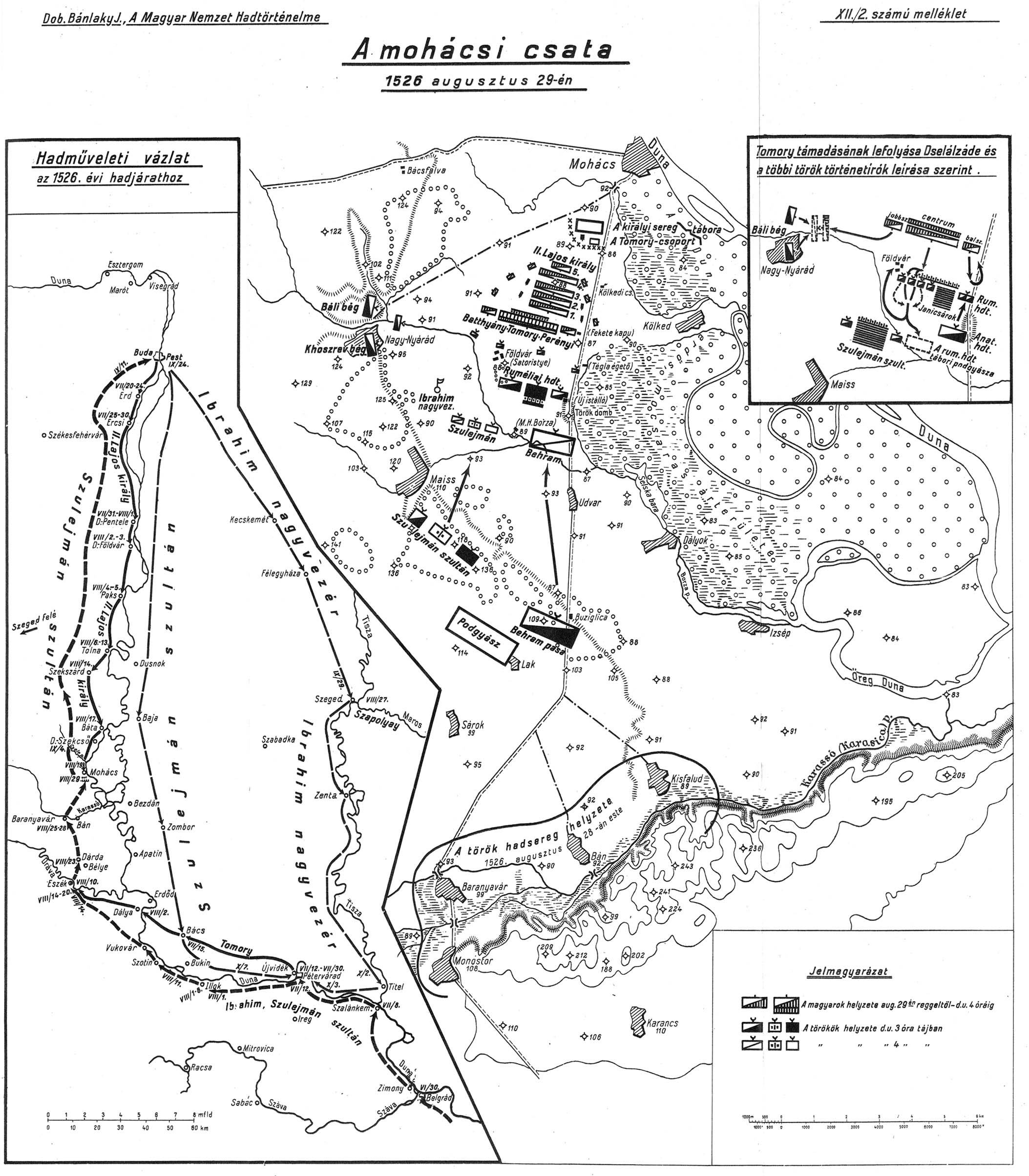
A mohácsi csata 1526. augusztus 29-én

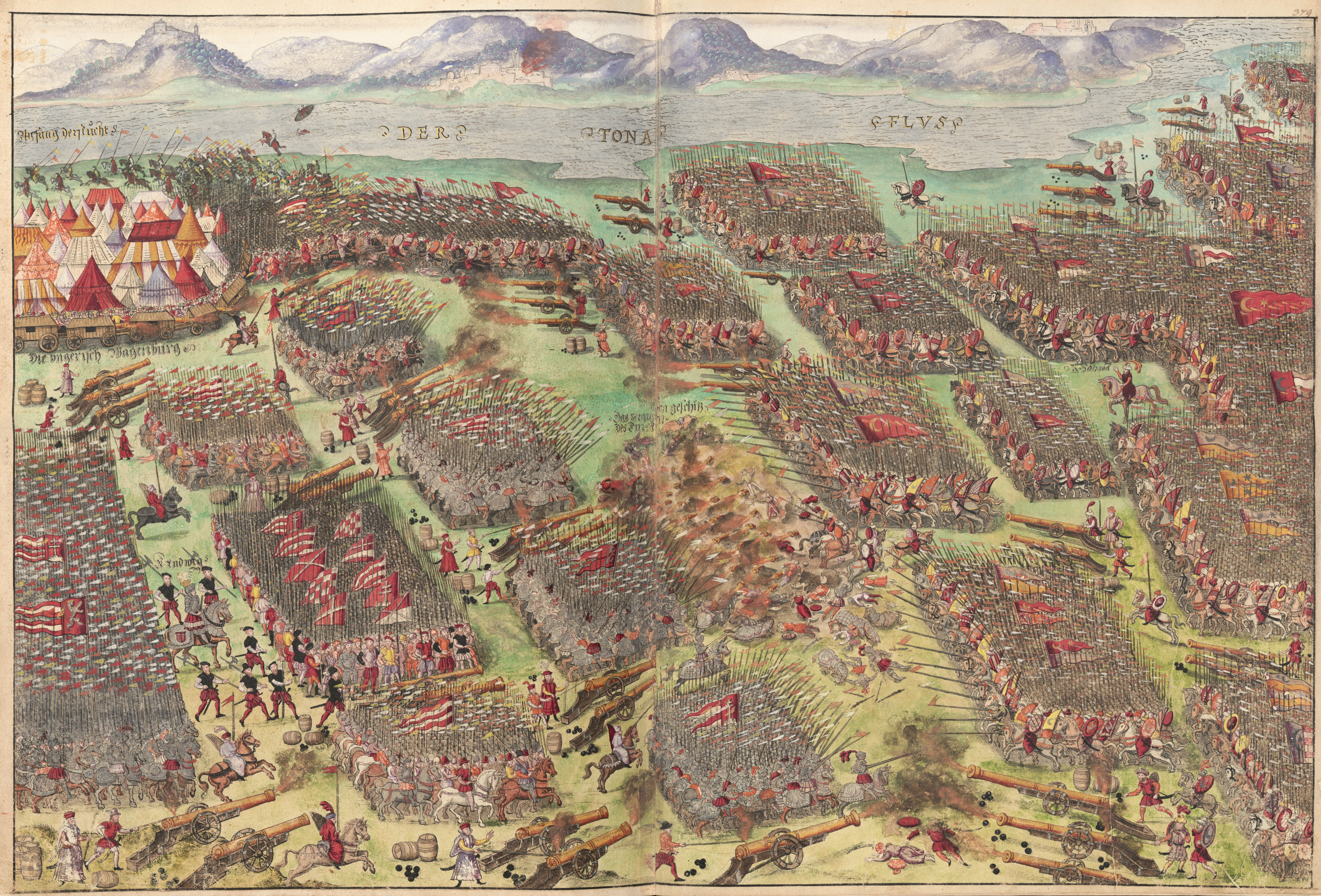
A csata legrészletesebb korhű ábrázolása 1555-ből

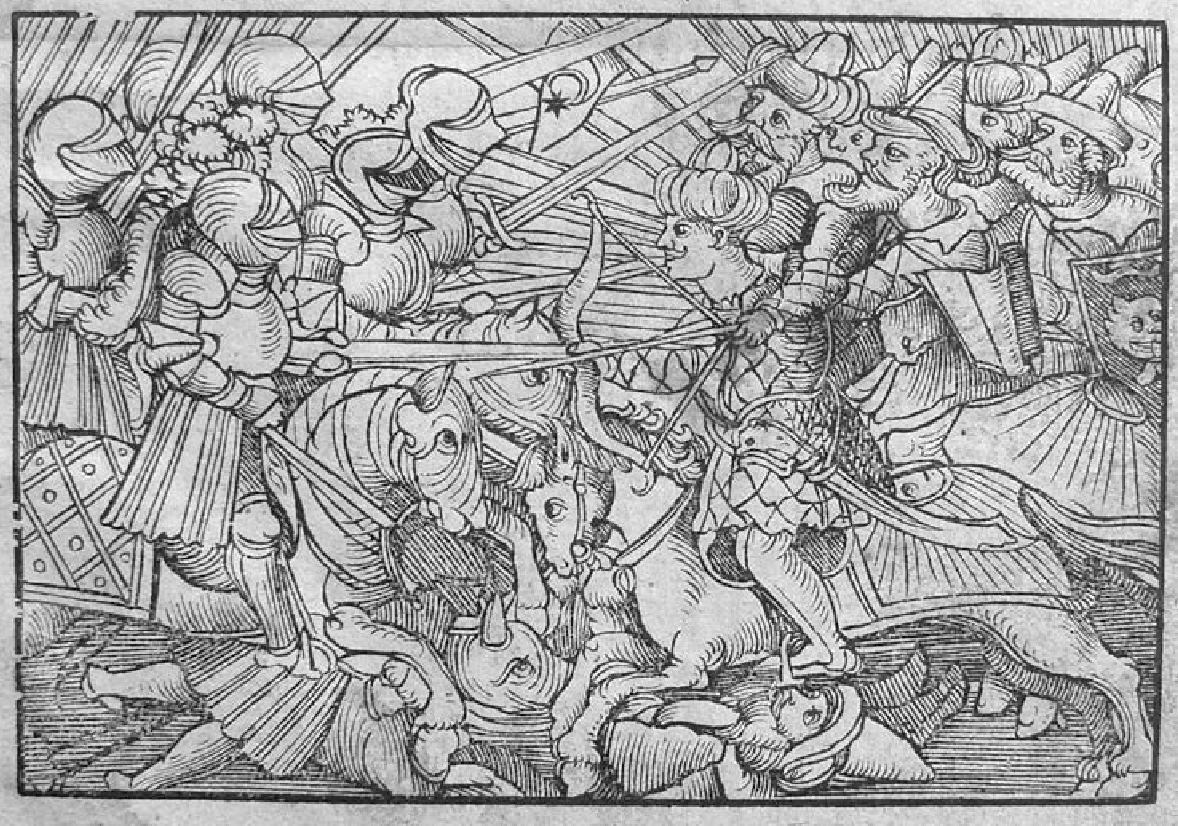
Magyar lovagok megfutamítják a szpáhi lovasságot Mohácsnál (1526)

Augusztus 29-én tehát a Mohácstól 7 km-re délre elterülő síkon szembetalálkozott a két sereg. A terület mindenképpen nagyobb figyelmet érdemel, mert terepadottságai befolyásolták a csatát és annak kimenetelét is. A csatahelyet a magyar fél választotta ki, hiszen egy része már hetek óta ott várakozott a szultáni seregre. A mezőt kelet felől a Duna mocsaras ártere határolta, szélén az Eszék felé vezető úttal. Közepén a Borza patak folydogált. Délnyugat felé, a patakkal csaknem párhuzamosan mintegy 20–30 m-rel magasabban fekvő terasz húzódott, amely messzire elnyúlt észak felé, délkeleti végét pedig egy erdő zárta le. A források utalásai alapján elképzelhető, hogy ennek partoldala meglehetősen meredek volt, s akadályozhatta az oszmán sereg felvonulását. A patak és a terasz közti síkon mélyebb teknők sorakoztak, olykor áttekinthetetlenné téve a terepet.
A magyar táborban néhányan azt javasolták, hogy ne ütközzenek meg, hátráljanak, és főleg várják be Szapolyai János erdélyi vajda időközben 20-25 000 főre duzzadt seregét; annál is inkább, mert a vajda már jelezte érkezését. Hasonlóképp megindult és Zágrábnál járt Frangepán Kristóf a horvát-szlavón bánság haderejével. A Csehországból érkező segélycsapatok is a Dunántúlon voltak már. Azonban a magyar sereg többi vezetője – köztük Tomori Pál, akit nemrég neveztek ki fővezérnek Szapolyai Györggyel együtt – a csata mellett döntött. Ennek okairól szintén vita folyik, de az az érvelés, hogy a már közelben levő, nagyszámú és gyors lovassággal rendelkező oszmán sereg elől ekkor már nem lehetett volna biztonságosan visszavonulni, igencsak megfontolandó. Nem biztos továbbá, hogy az említett segélyhadak az előtt megérkeznek, mielőtt a magyar sereg mégis csatára kényszerült volna valahol Buda előtt. Azt sem lehet kizárni, hogy a fővárostól minél távolabb akartak megütközni. Mindenesetre a magyar hadvezetés is úgy döntött, hogy augusztus 29-én vívják meg a csatát.
Ennek megfelelően a sereg már hajnalban felfejlődött. Harcrendjük két vonalból állt, amely a Borza pataktól délnyugatra, a terasszal szemben, ettől kb. 2-2,5 km-re helyezkedett el. Az első vonal jobbszárnyának Batthyány Ferenc horvát-szlavón bán, a balszárnynak pedig Perényi Péter temesi főispán volt a parancsnoka. Brodarics István a csata szemtanújának leírása szerint a két szárnyon a lovas és gyalogos csapatok több egységbe szervezve egymást váltva helyezkedtek el, mely nem tekinthető szokványosnak. Tomori, a fővezér, attól félvén, hogy szárnyait a nagyobb létszámú ellenség átkarolja, a lehető legjobban széthúzta az arcvonalat. A második, az elsőnél kisebb létszámú és ezért rövidebb harcrendet jórészt a főúri bandériumok alkották. Ez elsősorban a király védelmét látta el, illetve a tartalék szerepét játszotta. A király tulajdonképpeni testőrségét 1000 nehézlovas adta, mellettük kétoldalt gyalogosok és könnyűlovasok sorakoztak fel. A tüzérség elhelyezkedése meglehetősen bizonytalan.

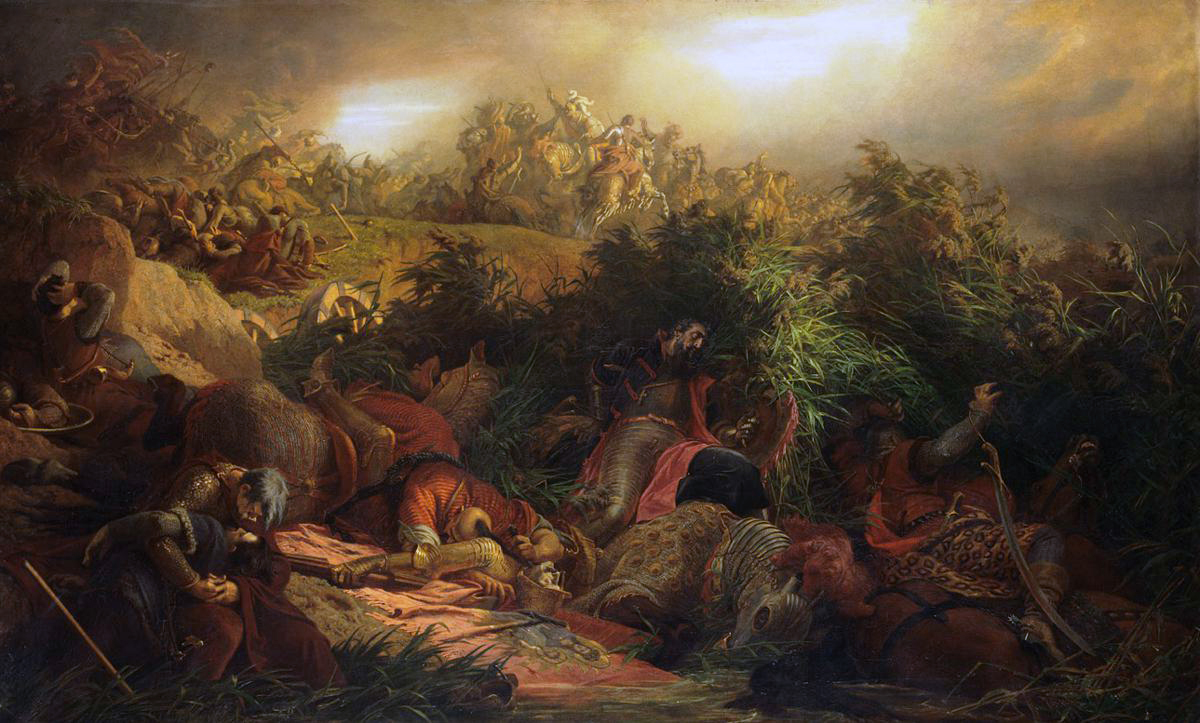
Székely Bertalan: A mohácsi csata

A sereg ilyetén való felállítása három problémával járt. Egyrészt a harcrend kialakítása azt eredményezte, hogy a rövidebb második vonal miatt a szárnyak veresége esetén szinte bizonyosan bekerítik a sereget. (Ha azonban az első vonal rohama sikeres, a győztes szárnyak bekerítik és a centrum gyalogságának szorítják az ellenség középhadát.) Másrészt a sereg felállítása mindenképpen túl korán történt, hiszen a csata csak délután 3 óra után kezdődött. A katonák hosszú órákig ácsorogtak az augusztus végi napon, ami elég fárasztó elfoglaltság csata előtt. Harmadrészt a csatarendbe állt csapatokat a lassan beérkező oszmán had vezetőinek bőven volt ideje az említett teraszról szemrevételezni, és annak megfelelően elrendezni saját erőiket. Az önmagában csupán 25-26 000 (de lehet, hogy 30 000) fős magyar királyi sereggel egy több mint kétszeres számbeli túlerőben – és mint láttuk, még annál is nagyobb harcászati és technikai fölényben[forrás?] – levő, tehát mintegy 50-60 000 főnyi katonát számláló oszmán had állt szemben. Nem szabad elfeledkezni arról, hogy a törökök a legkorszerűbb európai haditechnikával rendelkeztek, kb. négyszer több ágyújuk volt, és janicsárok közül sokan puskával voltak felfegyverezve. Ezt az adatot ma már források igazolják, és mindenképpen az erős túlzások körébe kell utalni a (több)százezres török seregekről szóló mendemondákat. Az Oszmán Birodalom teljes hadereje ekkortájt 100-110 000 fő lehetett, és elképzelhetetlen, hogy mindenkit kivezényeltek volna a Magyarország elleni hadjáratra, hiszen ez esetben a birodalom távoli végei őrizetlenek maradtak volna, és a belső területeken is szükség volt a katonaság jelenlétére, tekintettel a gyakori lázadásokra. Azonban, azt is figyelembe kell venni, hogy a török sereghez, útban Mohács felé, kötelezően csatlakoztak a behódolt országok kisebb seregei. Ugyanez történt később többször is, amikor a Bécs felé haladó török csapatokat az erdélyi fejedelmek csapatai is segítették.

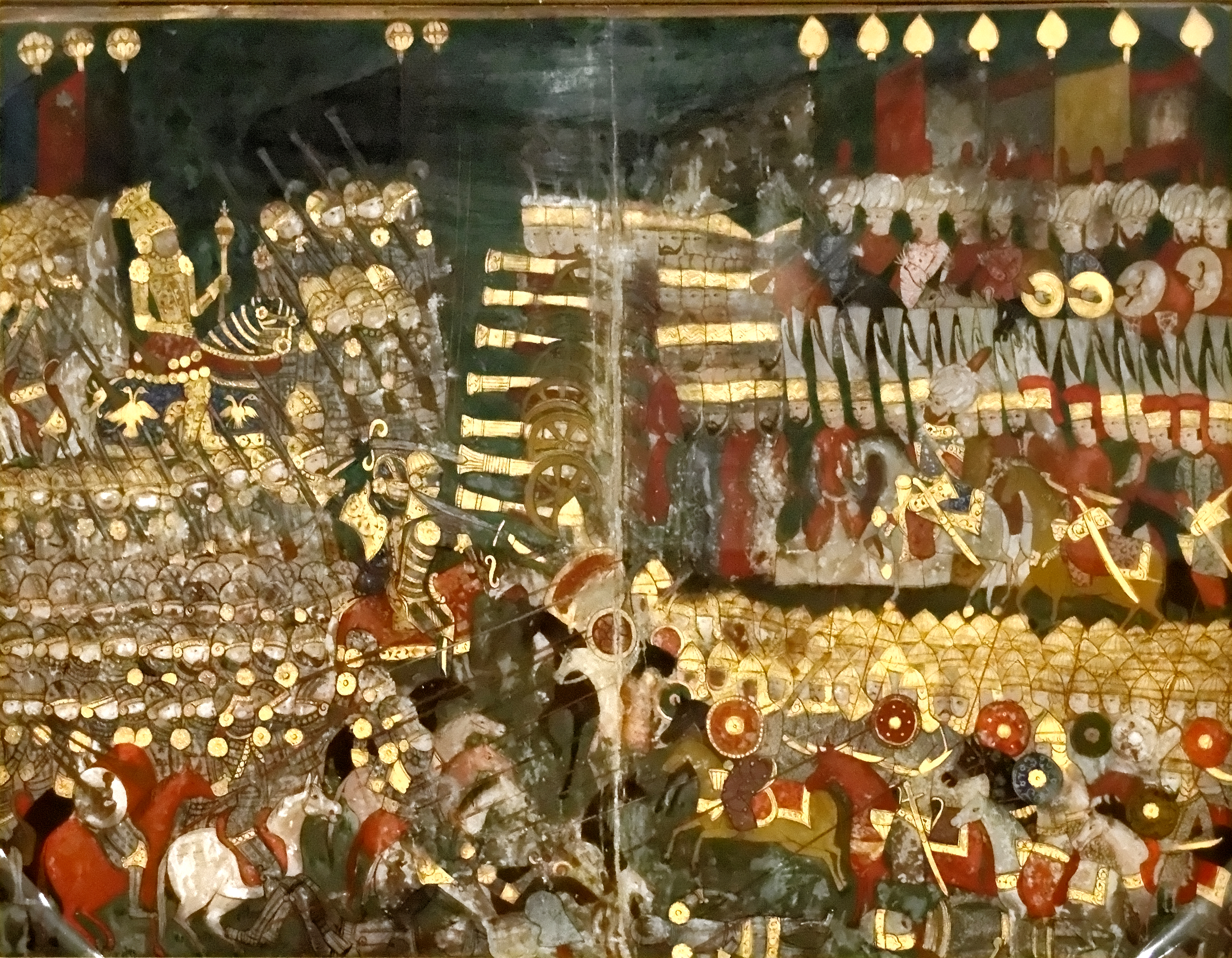
A mohácsi csata egy 16. századi török miniatúrán

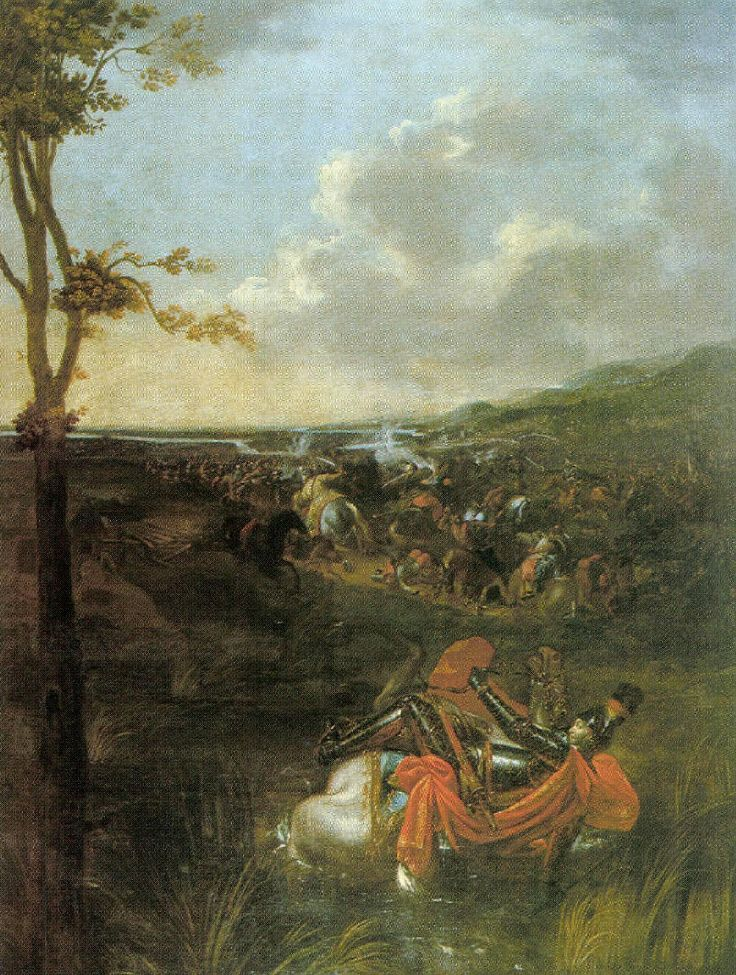
Id. Dorfmeister István: II. Lajos halála

Az oszmán sereg kora délután kezdett kibontakozni a Karasica-patak irányából. A csapatok hadrendben vonultak fel, már amennyire ezt a terep megengedte. A sereg élén a ruméliaiak haladtak, mögöttük a szultán az udvari zsoldos hadakkal, és végül az anatóliai hadtest következett. Nehézségeikről sokat elárul, hogy bár a táborból kora reggel útnak indultak, és a csatatérig csupán kb. 10 km-es távolságot kellett megtenniük, mégis, a ruméliaiak dél körül, a derékhad és az anatóliai hadtest pedig 1-2 óra további késéssel érkezett meg a terasz peremére. A források szerint a csapatok annyira elfáradtak, hogy a szultán haditanácsot tartott, melynek eredményeként a csata elhalasztása mellett döntöttek, és parancsot adtak a táborverésre. A ruméliai hadtest ezután megkezdte a leereszkedést a délnyugati magaslatról, hogy a síkon táborozzanak le. Balszárnyáról kivált Bali bég egy csapat akindzsival, és elindult, hogy balról a nyárádi patak felől megkerülje a magyar harcrend jobbszárnyát. Ekkor Tomori kénytelen volt ellenük oldalvédet küldeni, amely a király őrzésére kirendelt elitcsapatokból állt Ráskai Gáspár, Török Bálint, Kálnay János vezetésével), s amivel nagymértékben hozzájárult a II. Lajos balvégzetéhez.
Feltehető, hogy a magyar hadvezetés is értesült arról, hogy a ruméliaiak tábort vernek, és a királynak a táborba való visszatérést ajánlották. Tomori azonban az ellenkezőjét javasolta, arra számítva, hogy ha aznap vívják a csatát, külön-külön verheti meg a szultáni sereg egyes részeit. Nyilván ez volt az egyetlen esély a győzelemre. II. Lajos ezért parancsot adott a támadásra. A szultán vezette udvari zsoldosok a terasz szélén lehettek, s talán már meg is kezdték leereszkedésüket a magaslat pereméről, a ruméliaiak pedig már a tábort építették, amikor a magyar jobbszárny teljes vágtában megrohamozta őket. Nagy valószínűséggel a centrum gyalogsága a jobbszárnnyal együtt indult meg, míg Perényi balszárnya helyben maradt, mivel velük szemben ekkor még nem állt ellenség: az anatóliai csapatok csak később értek a helyszínre. Mindenesetre a jobbszárny lovasságának támadása zavart idézett elő a ruméliai hadtestnél, és a törökök menekülni kezdtek. Hátrafelé azonban a terasz oldala elzárta az utat, ezért két irányba szétváltak.
Tomori ekkor — az első sikert látva — futárt küldött a királyhoz, hogy a második lépcső is támadjon. Mire azonban ezek a csapatok harcba léptek, a jobbszárny támadása már kifulladt, és elkezdett visszavonulni. Ezt, a közhiedelemmel ellentétben, bizonyosan nem a török tüzérség tüze okozta, mert egyrészt ezt biztosan tudjuk – oly magasra irányozták a lövegeket, hogy golyóik az előremozgó második magyar harcrend felett is átrepültek, másrészt mert a centrum gyalogságára lőttek belőlük. Elképzelhető, hogy a táborveréskor olyan helyre állították az ágyúkat, ahonnan nem tudták belőni az egész terepet. A megfutamodás fő oka az lehetett, hogy az időközben a helyszínre ért janicsárok sortüzekkel fogadták a magyarokat. Nagy valószínűséggel ekkor esett el Tomori is, miközben a futókat próbálta feltartóztatni. A szultán megkerestette a holttestét, levágott fejét karóra tűzték sátra előtt.

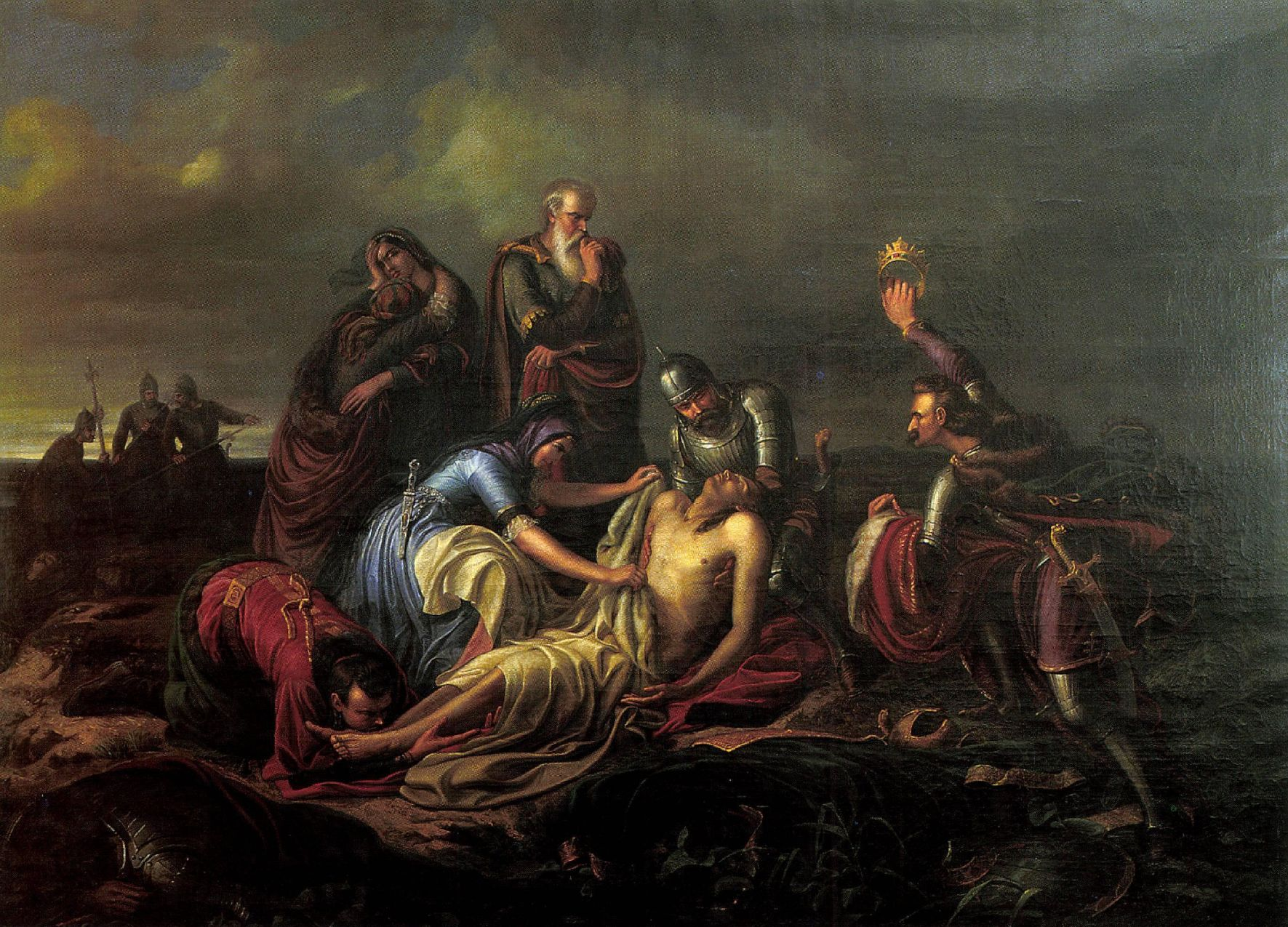
Orlai Petrich Soma: A Mohácsnál elesett II. Lajos király testének feltalálása

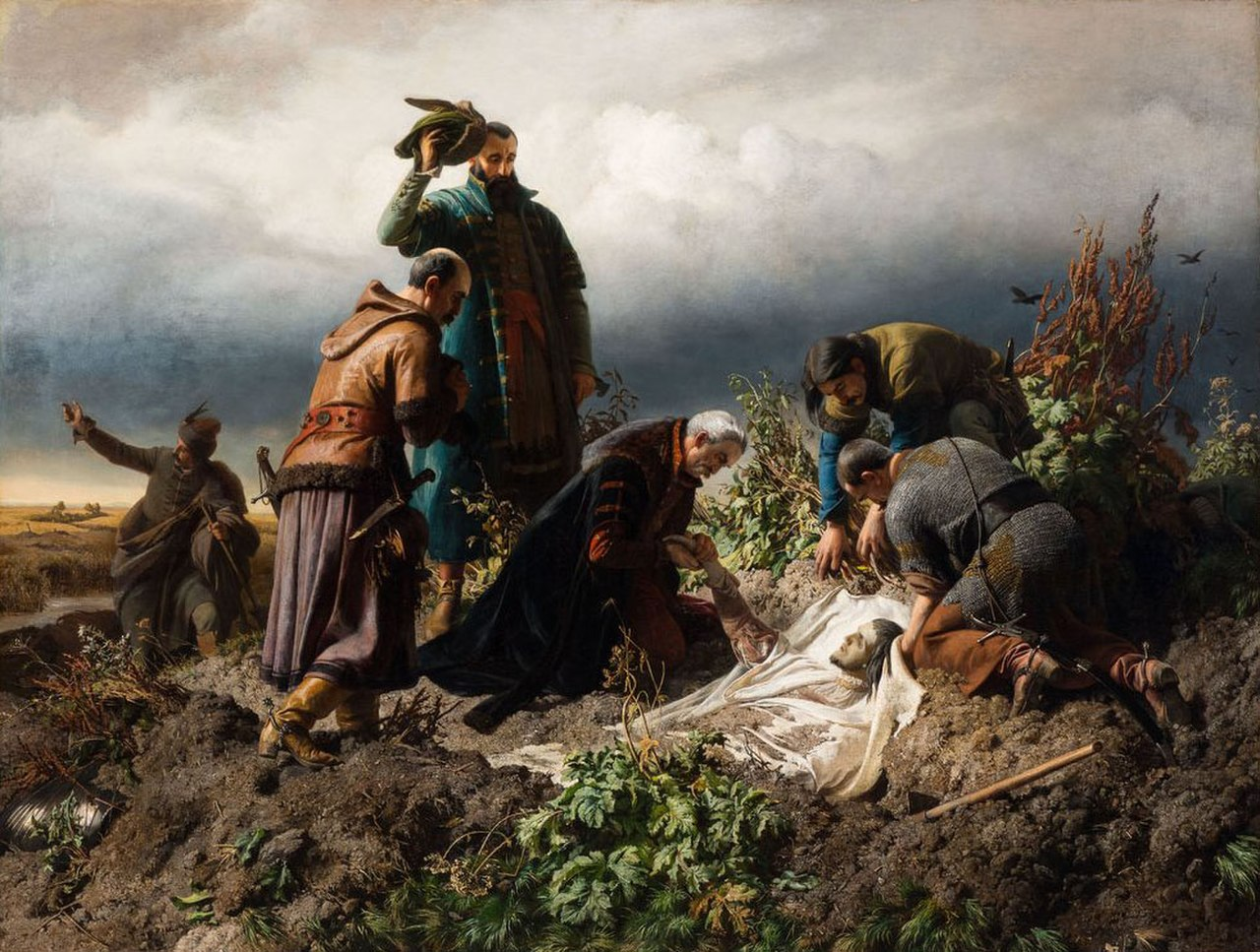
Székely Bertalan: II. Lajos tetemének feltalálása

Azzal, hogy az első lovasroham kifulladt, lényegében a csata is eldőlt. Az időközben elsáncolt török ágyúk elé érve a gyalogság mozgása is megtört, a mögöttük érkező második magyar harcrend pedig kitérésre kényszerült, és a centrum gyalogságának két oldalán mozgott előre. Egy részük a balszárnyat vezénylő Perényihez csatlakozott, aki a vele szemben megjelenő anatóliai hadtesttel vívott kemény harcot. Perényi rohama a többszörös túlerő ellen nem járt eredménnyel, s hamarosan ő is hátrálni kényszerült. Ettől kezdve a csata eseményei áttekinthetetlenné váltak. A lovasságnak a janicsárok sortüzeit túlélő része ekkor már menekült, ám az ágyúk előtt harcoló gyalogságot az oszmánok bekerítették, és nagy részüket lemészárolták.
Az alig másfél-két órás csatában a magyar sereg megsemmisítő vereséget szenvedett. Elesett 4000 lovas, 10 000 gyalogos, 7 püspök – köztük a fővezér Tomori és Szalkai László esztergomi érsek és másik 5 püspök – és 16 zászlósúr, valamint 12 főúr. A menekülő király a Csele-patakba fulladt (bár később sokan azt állították, a trónra törő Szapolyai gyilkoltatta meg).
Ismét felmerül a kérdés: hol maradtak, miért nem érkeztek meg időben a már említett erősítések. Frangepán Kristóf még szeptember 1-jén is a horvát csapatok gyülekezésére várt, így tulajdonképpen el sem indulhatott. Frangepán Kristóf később örömét fejezte ki, amiért nem kellett részt vennie az ütközetben: „E csapás hasznos volt, mert ha a magyarok a török császáron diadalmaskodnak, ki élhetne tovább alattuk, ki maradhatna meg közöttük, s lenne-e határa kevélységüknek? Ha mi idejében megérkezhettünk volna a harcba, mi lettünk volna az elsők, kik azon rossz rend miatt, mely, mint halljuk, seregünkben uralkodott, elvesztünk volna az ütközetben. Halljuk, hogy mindenki kapitány volt, s ugyancsak ügyetlen-rendetlenül rohantak a harcnak. De ez megtanítja őket, miszerint jövendőre szelídebbek, s kapitányaiknak engedelmesebbek legyenek.”Jászay Pál: A magyar nemzet napjai a mohácsi vész után. Pest, 1846, 26. o. Szapolyait júliusban hol Havasalföldre küldték a helyi magyarpárti vajda segítségére, hol a fősereghez csatlakozásra utasították. Ha akart volna, se érhetett volna Mohácsra, mert az erdélyiek sem siették el a hadba vonulást, így Szapolyai augusztus 15-én még Tordán várakozott, jó 400 km-re a csata helyszínétől. Botlik Richárd történész bizonyította, hogy Szapolyai vajda és somlyói Báthory István királyi titkár (az erdélyi had két prominens vezetője) még augusztus 24-én (öt nappal a mohácsi csata előtt) Kolozsvárról levelezett, augusztus 29-én pedig a vajda feltehetően Szeged körül volt.

## Végkifejlet
A csatában és a futás közben a királyon kívül elvesztek az egyházfők közül: Szalkai László esztergomi érsek, Tomori Pál kalocsai érsek és fővezér, Perényi Ferencz váradi, Móré Fülöp pécsi, Paksi Balázs győri, Csáholi Ferencz csanádi, Palinai György boszniai püspök; a főurak közül: Zápolya György szepesi gróf, a másik fővezér, Drágfi János országbíró, Ország Ferenc főudvarmester, Korlátkői Péter és Trepka András főajtónállók, Horváth Simon királyi főpincemester, Szécsy Tamás, Perényi Gábor, Sárkány Ambrus, Palóczi Antal, Czetrini Mátyás, Frangepán gróf, Bánfy Zsigmond, Hampó Ferencz, Batthyányi János, a cseh Schlick István s több más cseh és morva úr. Az ország birtokos nemesei közül: Balázsi Ferenc, Tarczay Miklós, Paksy János, Istvánfy János, Várady Imre, Podmaniczky Mihály, Orlovsics György zengi kapitány, Aczél István pozsonyi várnagy, Pogány Zsigmond, Tornally János, Kállay János és István, Forgács Miklós. Ezeken kívül körülbelül 500 birtokos és nemes. A gyalogságból három vagy négy ezernél nem igen maradt több életben, pedig vagy 12-13 ezer gyalogos volt, ezeknek vezérei közül Cyprusi Hannibalon kívül alig menekült meg valaki. Az összes ágyúk, ágyúsok, amelyek a seregnél voltak, valamint azok is, melyek a hajón maradtak, az ellenség kezeibe kerültek.
A csata vége után a törökök egész éjjel fegyverben voltak, várták a magyar főerőket, csak miután a szultán számára is világossá vált a némileg meglepő győzelem, rövid pihenőt adott hadának, majd megindult hadjáratának fő célja, Buda felé. Vannak feltételezések, hogy nem Buda volt a célja Szulejmánnak, hanem Lajost kívánta egy számára előnyös békére kényszeríteni (szulejmáni ajánlat). A kiküldött portyázók előtte jártak, és raboltak, pusztítottak. Eközben augusztus 30-án a csatavesztés híre megérkezett a fővárosba, mire az egész udvartartás még aznap éjjel elmenekült Pozsonyba. Másnap csaknem az egész lakosság követte őket. A szultán szeptember 12-én érkezett Budára.
… a Budun várában lakó hitetlenek nem bízván várukban és a szent harczczal foglalkozó hadsereg támadásának ellentállni nem levén erejök : kényszerűségből megszöktek, a várat üresen hagyták s legnagyobb részük csak életéért remegve javaival és ingóságaival sem törődött, úgy hogy a feslett erkölcsű hitetlenekből a szegényeken és zsidókon kívül senki sem maradt benne. Mikor a napként ragyogó zászlók e város környékére vetették fényüket, az említett zsidók, halotti leplet akasztva nyakukba, elébe jöttek a győzelmes hadseregnek s a föld porához dörzsölve arczukat, kegyelemért esedeztek. Alázatos kérelmük a meghallgattatás helyére jutván, személyük és vagyonuk számára kegyelmet nyertek s az említett zsidók, a kik 2000 családnál nagyobb számmal voltak, az iszlám országába küldettek hajókon, A gonosztevő király fegyver és kincstárában talált fegyverek, összes hadiszerek és kincsek mind lefoglaltatván szóigyorsaságú hajókon Belgirád várába küldettek.
Megszemlélte a várat, s ezalatt a sereg hidat vert a Dunán, és megkezdte átkelését a pesti oldalra. 14-én felgyújtották a várost, hajóra rakták a palotában talált kincseket, köztük azt az óriás ágyút, amelyet Hunyadi János zsákmányolt 1456-ban Nándorfehérvár alatt. A szultáni sereg szeptember 25-én indult vissza Isztambul felé. Addigra portyázói a főváros körüli területeket Egertől Győrig elpusztították. Csupán néhány fallal erődített város menekült meg.
A csatavesztés hírére a Zágrábnál álló Frangepán Kristóf mindössze 500 katonával a Dunántúlra sietett, és néhány portyázó csapatot sikerült is szétvernie. Szapolyai azonban alapvetően tétlen maradt. Feltehető, hogy haderejét már az elkövetkezendő királyválasztási küzdelemre tartogatta, s a Tisza bal partja mögül figyelte a dél felé elvonuló oszmánokat, akik október 8-án hagyták el az országot.

## A következmények

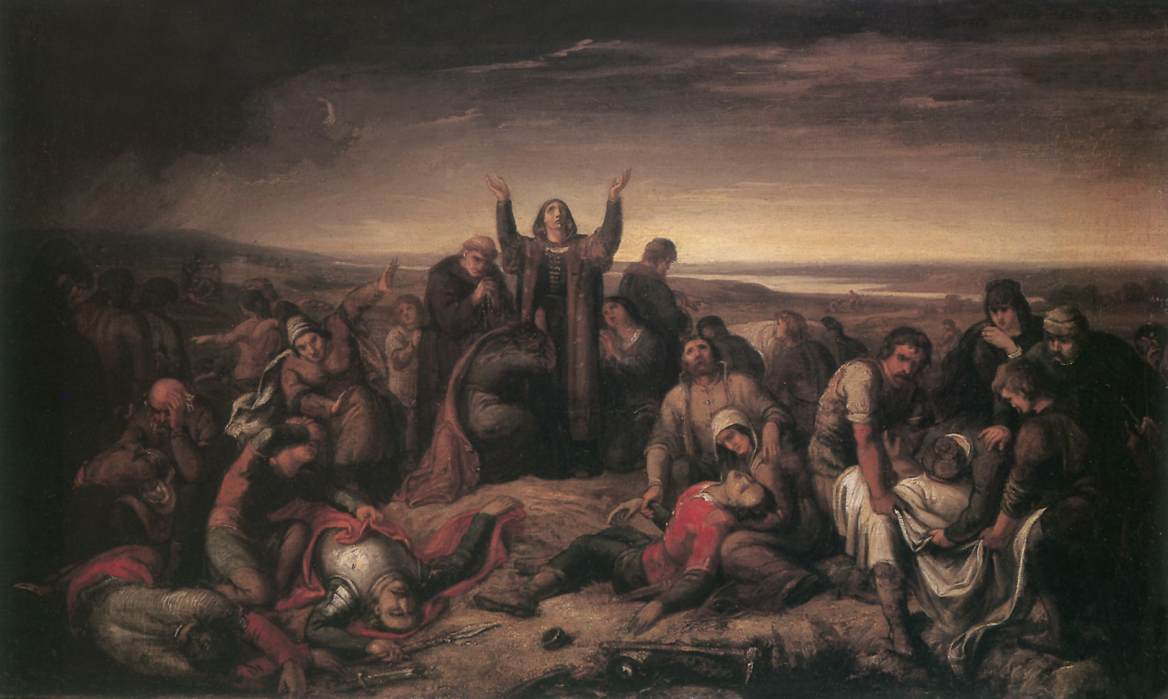
Orlai Petrich Soma: Perényiné a mohácsi csata után összeszedi a halottakat (1860 körül)

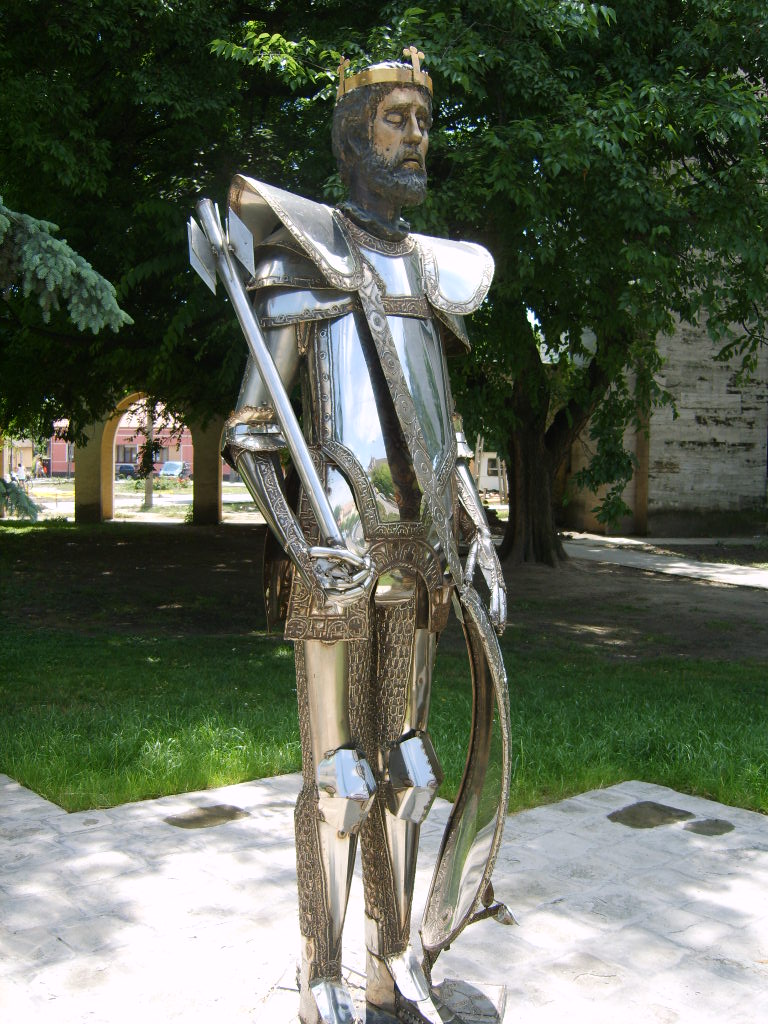
II. Lajos szobra Mohácson

A mohácsi csata után az ország fővárosa, Buda, védtelen volt. A király és vele együtt a főnemesség jelentős része meghalt, a további védekezés megszervezése nehézségekbe ütközött. Gyakorlatilag csak az erdélyi, kb. 15 ezer fős had maradt ütőképes Szapolyai János vezetésével, de ő nem vállalta a harcot. A török fősereg szeptember 12-én bevonult a védtelenül hagyott Budára (az udvar Pozsonyba menekült), és csapatai elkezdték a környék kifosztását és felperzselését. Pest lakosságát teljesen kiirtották. Komolyabb ellenállást a Pusztamarót mellett összegyűlt kb. 25 ezer fős paraszt- és jobbágysereg tanúsított, amely szekértábort hozott létre. 1526. szeptember 13-án, és a rákövetkező nap is visszaverte a török reguláris katonaságot a szekérvárba húzódott, közel 25 ezer fős paraszthad.
A szultán ennek hírét véve, szeptember 15-én további 6 ezer janicsárt, 10 ezer lovas szpáhit és 
ostromágyúkat küldött Pilismarótba, és csak így sikerült a jobbágyokból szerveződött hadat 
szétvernie a törököknek. Paraszti seregek harcoltak a mohácsi csatavesztés után a Mátrában (szeptember 28.) és Bácsnál szeptember 30.) is. Utóbbi helyszínen zajló ütközet október 2-án a Bács és Pétervárad közti mocsarak térségébe tevődött át, mikoris egy paraszttábort a törökök igen jelentős veszteségek elszenvedésével támadtak: a szpáhi lovasok százával haltak meg, és a parasztok szétverték a janicsárseregtest nagyrészét, sőt elesett a janicsár aga és helyettese, más agák, de még a csausz basi is. A szabadkai paraszttábort végül sikerült megvédeni: „Szabadkánál a közsíg egy tábort járt vala, kit az terekek igen vívának, de semmikípen meg nem vehetik, emígy békével megmaradának. A tél közeledtével a szultán úgy döntött, hogy csapataival visszavonul Törökországba (1526. október), de közép-európai hódításairól nem szándékozott lemondani: 1529-ben Magyarország középső részén most már zavartalanul áthaladó hadai Bécset is megostromolták, de a várost nem tudták bevenni. Elesett viszont több magyar vár is.
1526 őszén megindult a rivalizálás a koronáért Ferdinánd osztrák főherceg, Habsburg Mária királyné testvére, és Magyarország választott királya Szapolyai János között. Először Szapolyai, majd Ferdinánd is királlyá koronáztatta magát. Fegyveres felkelést robbantottak ki a szerbek Cserni Jován vezetésével, akik Ausztria alá adták magukat (Jován annak idején harcolt a mohácsi csatában). 1541-ben az ország három részre szakadt: nyugaton a Habsburgok uralkodtak, akik megszerezték a magyar koronát, keleten Szapolyai János szintén viselte a királyi címet, de elismerte a török fennhatóságot, végül az ország belsejében Budáig nyúló ék alakú területet a törökök (Szapolyai halála után) végleg megszállták, és pasalikká (Budai vilajet) alakították.
1526-ban, a mohácsi csata után a visegrádi királyi palota berendezését és a koronázási ékszereket elmenekítették a török elől. A fellegvárat sikerült ugyan az odamenekült lakosoknak és szerzeteseknek megvédeniük, de a védtelen palotát mégis érték károk. Ezeket csak Szapolyai János javíttatta ki, amikor 1539-ben, házasságkötése után feleségével, Izabellával itt töltötte a nyarat. Ekkor tartózkodott magyar király utoljára a visegrádi palota falai között. Öt évvel később Visegrád a török kezére került. A vár jelentéktelen török végvár lett, a város lakossága elmenekült, a gazdátlanul maradt palota pedig rombadőlt.

## Az utókor értékelése

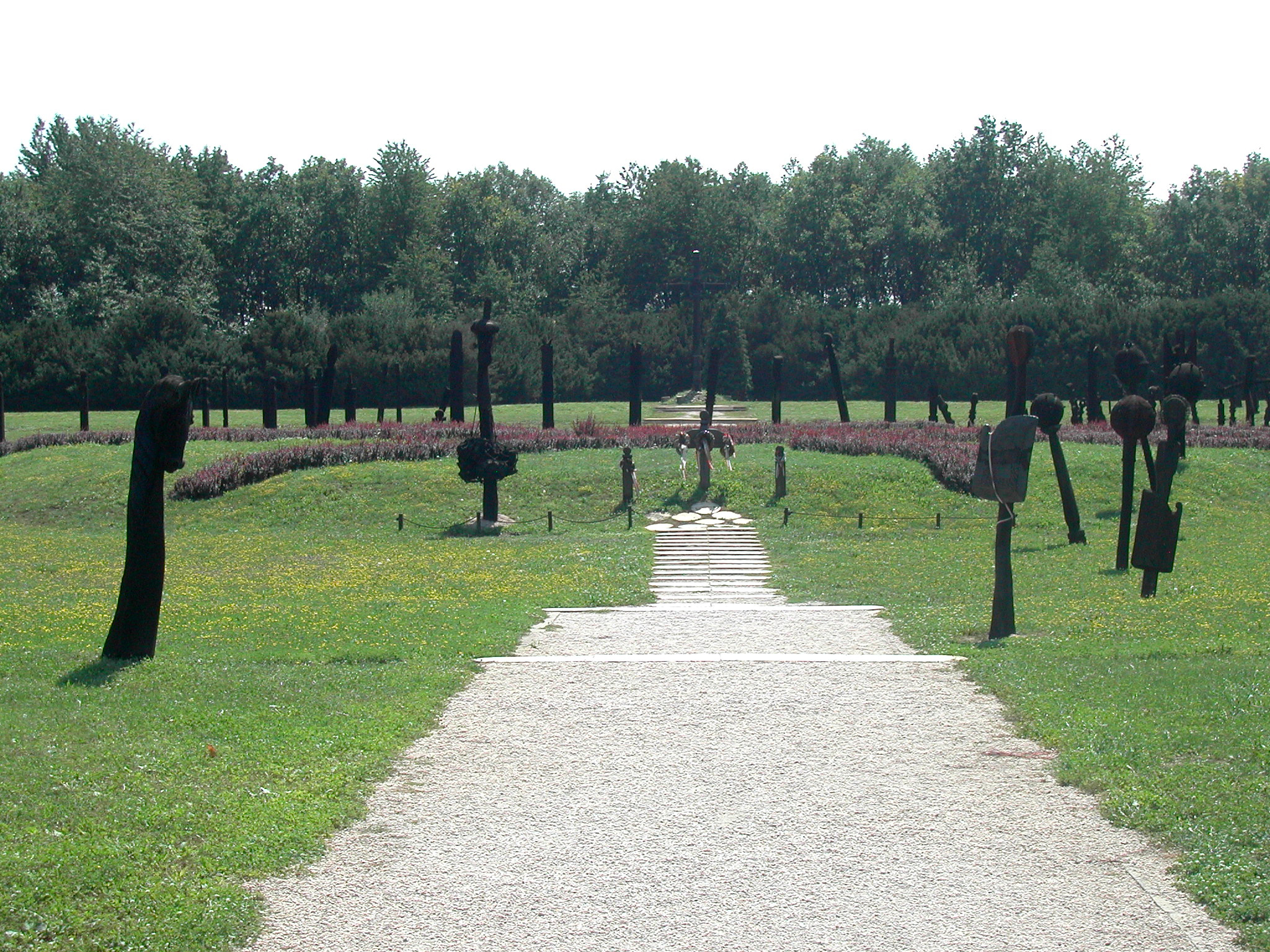
A mohácsi csata emlékműve

A mohácsi csatát nem lehet önmagában vizsgálni, sokkal inkább csomópontnak kell tekinteni. Mohács végelszámolás volt, az akkor már másfélszáz esztendeje kisebb-nagyobb megszakításokkal zajló háború végelszámolása. A Magyar Királyság a maga alig 4 millió lakójával, Mátyás király halála óta folyamatosan hanyatló gazdaságával, korszerűtlen hadseregével nem mérkőzhetett meg a nálánál területileg ötször, lakosságát tekintve hatszor nagyobb, nyomasztó túlerővel felvonuló Oszmán Birodalommal. Vereségre volt ítélve, mert az erősen központosított, despotikus uralom alatt élő oszmánok erőiket sokkal jobban tudták összpontosítani, mint a közállapotait tekintve teljesen szétzilálódott, pártharcokba merült magyar állam. Kilátásai még ép gazdasági, társadalmi és politikai háttér esetén is kérdésesek lettek volna, hiszen az ellenállás az egyre erősödő oszmán nyomással szemben hihetetlenül sok pénzbe és emberbe került, s ezt hosszú távon nem tudta biztosítani.
De ahogy Mohács a Magyar Királyság középkori történetének lezárása, úgy kezdete is egy másik korszaknak, a török hódoltság korának. Azzal, hogy az uralkodó, II. Lajos odaveszett, s vele az ország vezetőinek jelentős része, új hatalmi rend kialakulása vette kezdetét. A két nagyhatalom, a Habsburgok és a török porta közé ékelődött Magyarország még jobban belesüllyedt a pártküzdelmekbe, aminek egyenes következménye lett a kettős királyválasztás, majd ezzel együtt az ország két részre szakadása. A bomlási folyamatot betetézte Buda elvesztése 1541-ben, amelynek eredményeként az oszmánok tartósan megvetették lábukat az országban, beékelődve a korábbi két országrész közé, és másfélszáz esztendőre állandósítva a háborús állapotokat.
A magyar hagyomány a mohácsi vész évfordulóját összekapcsolja Nyakavágó János, azaz Keresztelő Szent János fővételének napjával. Király József, pécsi püspök kezdeményezésére az augusztus 29-ét VII. Pius pápa mohácsi búcsúnappá nyilvánította.
2020-ban történtek arra kísérletek, hogy az évforduló dátumát szeptember 8-ra tegyék át naptár átszámítási hibára hivatkozással.
Ez a terv egyelőre megrekedt, leginkább a történész szakma egységes és erőteljes tiltakozása miatt.

## A csata pontos helyszíne
1889 óta folynak kutatások a csata pontos helyszínének megállapítására, a táborok és az elesett katonák nyughelyének megtalálására. Brodarics István mint egyetlen szemtanú leírásában Földvárként jelölte meg azt a falut, amely egy domb alján volt található, a dombot pedig úgy írja le, hogy az a csata síkját, mintegy színpadot körbeölelte. A kutatás 130 éves történetében 16 alkalommal állították már, hogy megtalálták ezt a Földvár nevű falut, de az írott források, a környezeti jellemzők és a régészeti adatok nem igazolták ezeket. Az első évtizedekben Sátorhely és a Törökdomb környezetét vélték az ütközet fő helyszínének. A 400. évfordulóra készülve azonban az akkori kutatók ezt a helyszínt, a domb ásatása után elvetették, és a Borza-patakon túl, a nyugati tereplépcsőn vélték megtalálni a dombot mint Törökdomb, Majs közelében.
Egy, az MTA és a PTE égisze alatt folyó kutatás (Pap Norbert et al., Pécsi Tudományegyetem) a környezetrekonstrukció módszerével (írott források, régi térképek, távérzékelés, a természeti-földrajzi sajátosságok értelmezése, illetve régészeti adattár és térinformatikai eszközök felhasználásával modellezve a korabeli térség környezeti viszonyait) próbálja meghatározni a pontos helyszínt. Ezek szerint, vissza kell térni az eredeti megközelítéshez, Majs szűkebb környéke nem volt része a csatatérnek. Felfedeztek egy kb. öt kilométer hosszúságú, északnyugat-délkeleti irányú egykori folyóvölgyet (árkot), amely a mohácsi síkon az akkori széles, folyómenti mocsártól nyugatra fekszik. A fő összecsapások szerintük itt, a Duna menti mocsár és a nagy árok találkozásánál, a mai Sátorhely közelében zajlottak, ami az akkori Földvár falu.
Pap Norbert azt is kijelenti, hogy a magyar király biztos nem a Csele-patakban halt meg, hanem az egyetlen szemtanú leírása szerint (Brodarics) a Duna vékony mellékágán átkelve vesztette életét, Csele falu közelében. Ugyanakkor teóriája továbbra is még bizonytalan lábakon áll. B. Szabó János több tanulmányában cáfolja Pap Norbert legújabb kutatásainak helytállóságát, például Földvár falu elhelyezkedése kérdésében, miszerint a középkori birtokleírások alapján Földvár semmiképpen sem lehetett Sátorhely közelében, hanem attól pár kilométerre délebbre helyezkedhetett el. Földvár lokalizációja egyben cáfolat is a pécsi kutató által felvázolt csatahelyszínre is. Illetve, II. Lajos esetleges dunai átkelésének kísérlete és halálának Duna mellékágához való kötése is komoly kritikát kapott. A tudományos vitának legutóbb több tudományos és ismeretterjesztő folyóirat is teret adott.
A „Mohács 500” Kutatócsoport (Janus Pannonius Múzeum, Pázmány Péter Katolikus Egyetem, kutatók és önkéntesek) ezzel szemben a komplex kutatási hátteret a csatatérkutatás módszereivel egészíti ki. Az ütközet helyét és lefolyását fémdetektoros kutatással, önkéntes, múzeumokkal együttműködő fémkeresősök segítségével vizsgálja. A csatához köthető leletek és szóródási képük alapján így lehetőség nyílik a forrásokból ismert események helyhez kötésére, a keresztény és török tábor, a hadrend és az ütközet helyének pontos feltérképezésére. A Mohács 500 Kutatócsoport elsődleges vizsgálati helyszínét egy Majs északkeleti előterében húzódó falunyom adja, ahol – a térség más részeivel összehasonlításban – jelentősebb mennyiségű, és nagy eséllyel az 1526-os csatához köthető leletek (hadileletek és töredékek, éremanyag, stb.) kerültek eddig napvilágra. E faluhely mellett a Mohács környéki, 16. századot megélt települések és a térség extenzív vizsgálata is zajlik. A Kutatócsoport emellett – az alkalmazott komplex kutatásmódszertan segítségével – az ütközetben elhunyt hősök tömegsírjainak felkutatását, valamint a már ismert, a sátorhelyi emlékparkban található tömegsírokban nyugvók exhumálását, tudományos vizsgálatát és kiértékelését is célul tűzte. A vizsgálatok 2016 óta intenzíven folynak, a Mohácsi-sík kiterjedése és az előkerült leletek mennyisége azonban türelemre int, hiszen a kérdés átfogó, tudományosan is megalapozott megválaszolásához évek munkájára van szükség.
Botlik Richárd történész a 2022-ben kiadott monográfiájában pontosan meghatározta a Brodarics István visszaemlékezésében tárgyalt Földvár falu helyét, amely a mohácsi csata központi összecsapásának területe. GPS koordinátái:
N 45° 53’ 49” E 18° 36’ 4”;
N 45° 53’ 46” E 18° 36’ 17”;
N 45° 53’ 29” E 18° 35’ 54”;
N 45° 53’ 25” E 18° 36’ 8”.

## A mohácsi csata török miniatúrákon
A mohácsi győzelem az Oszmán Birodalom és I. Szulejmán szultán számára is rendkívüli jelentőségű esemény volt. Ezt mutatja az is, hogy számos török miniatúra maradt fenn a témakörben.

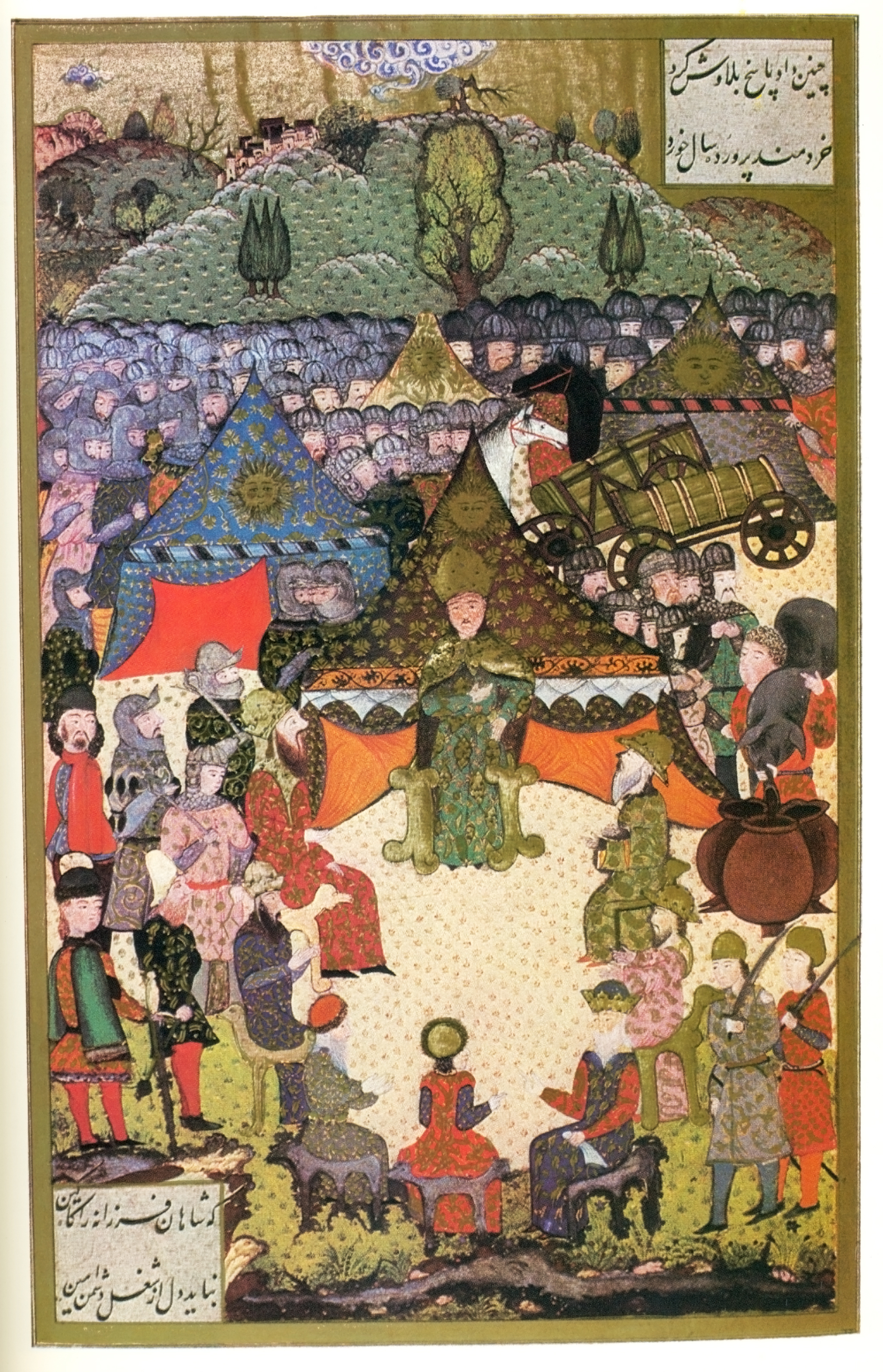
II. Lajos haditanácsa a csatát megelőzően
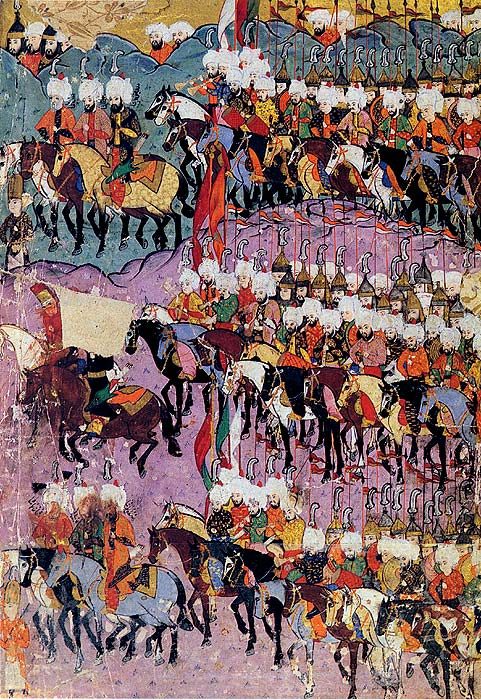
Lovasegységek
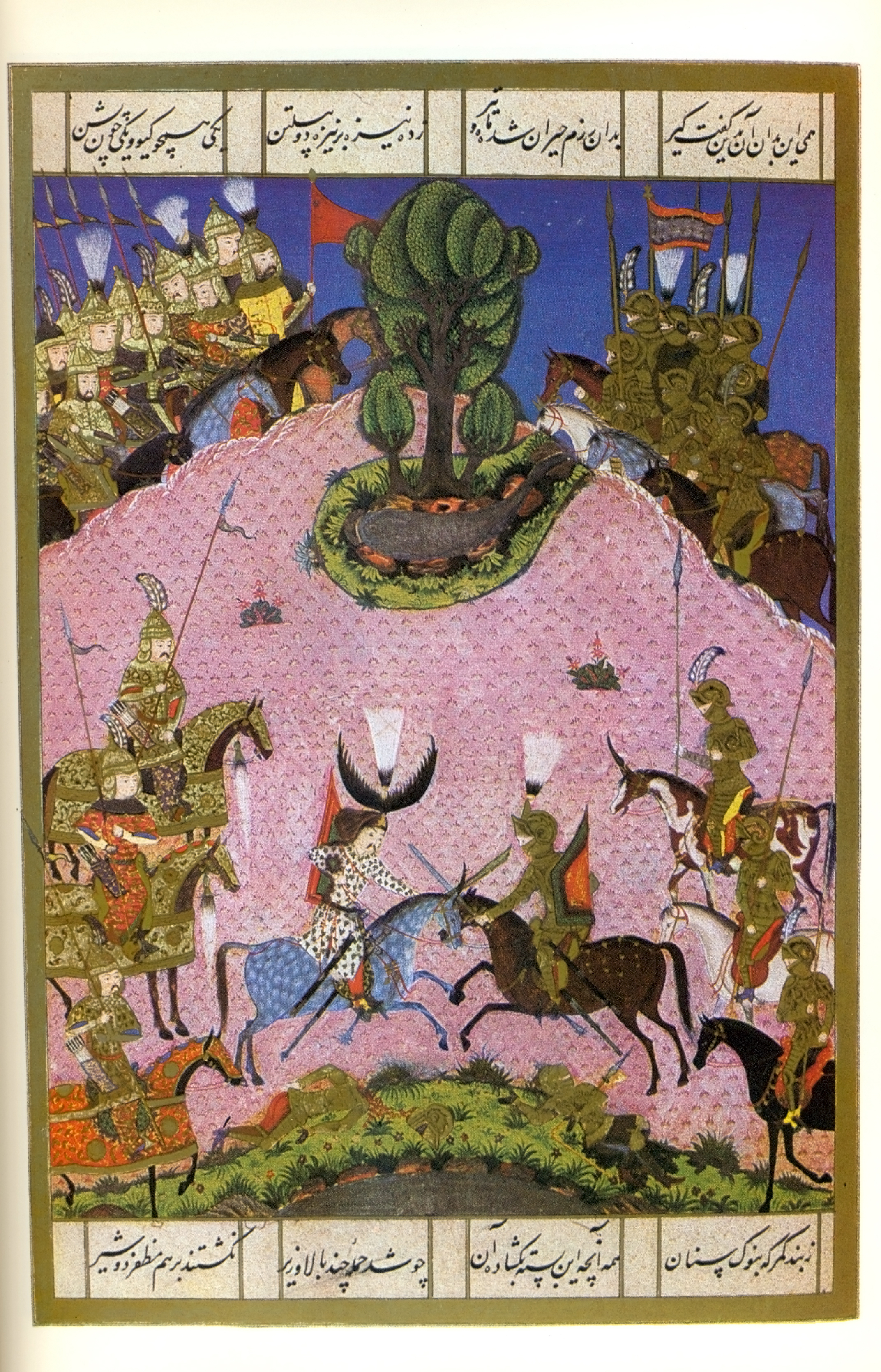
Rituális párbaj a csata előtt
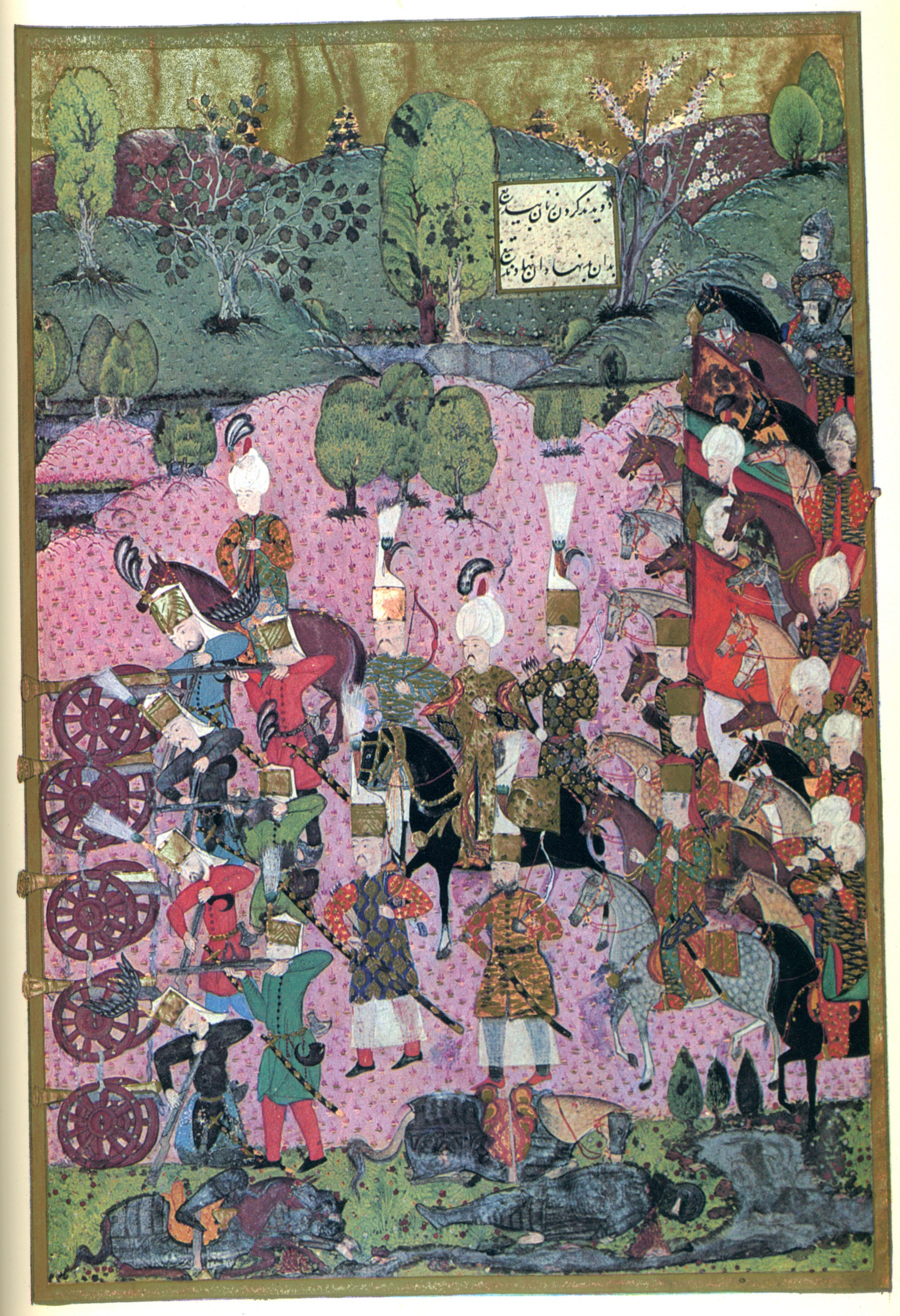
Szulejmán a középpontban
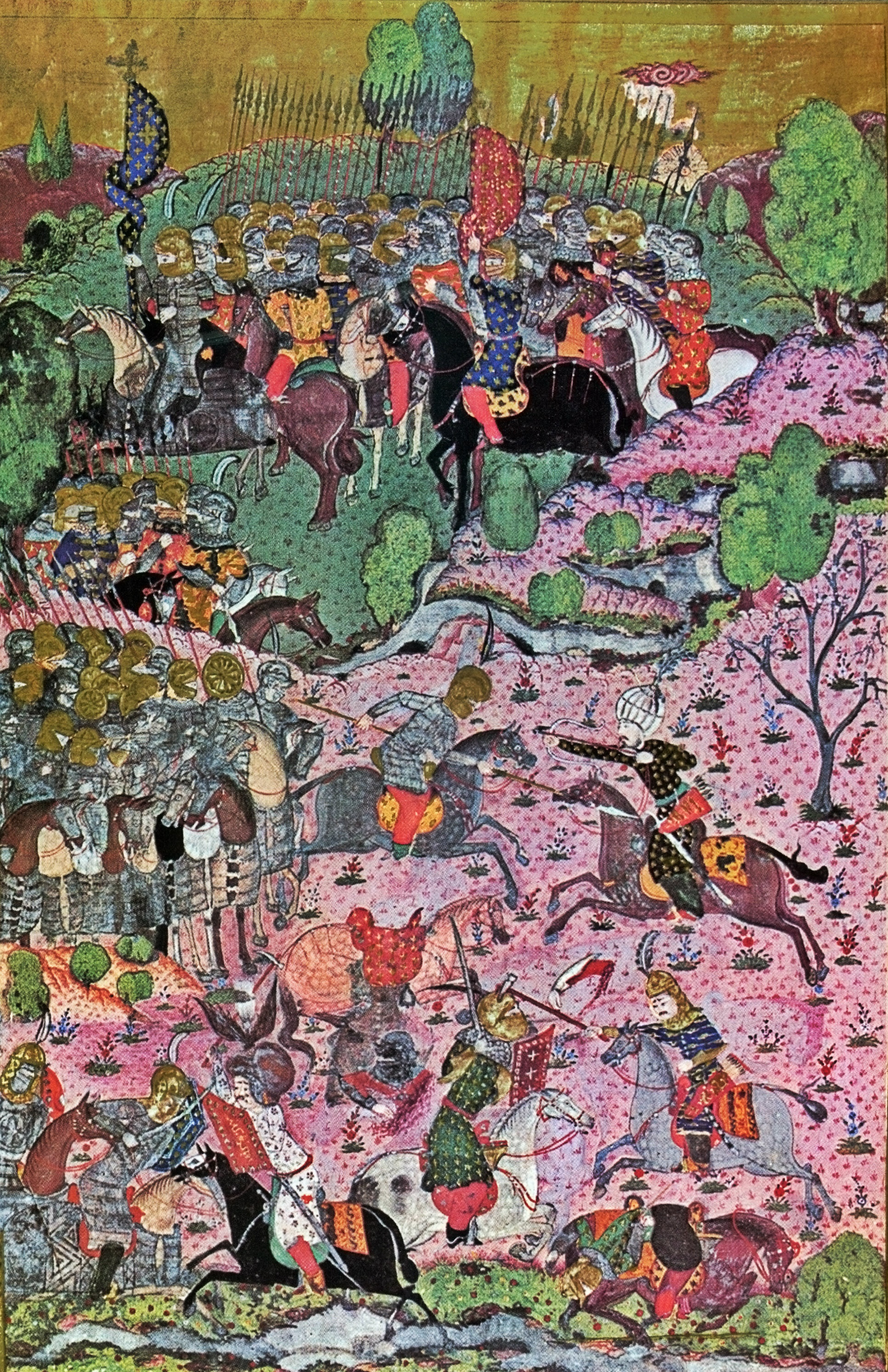
Lovasok összecsapása
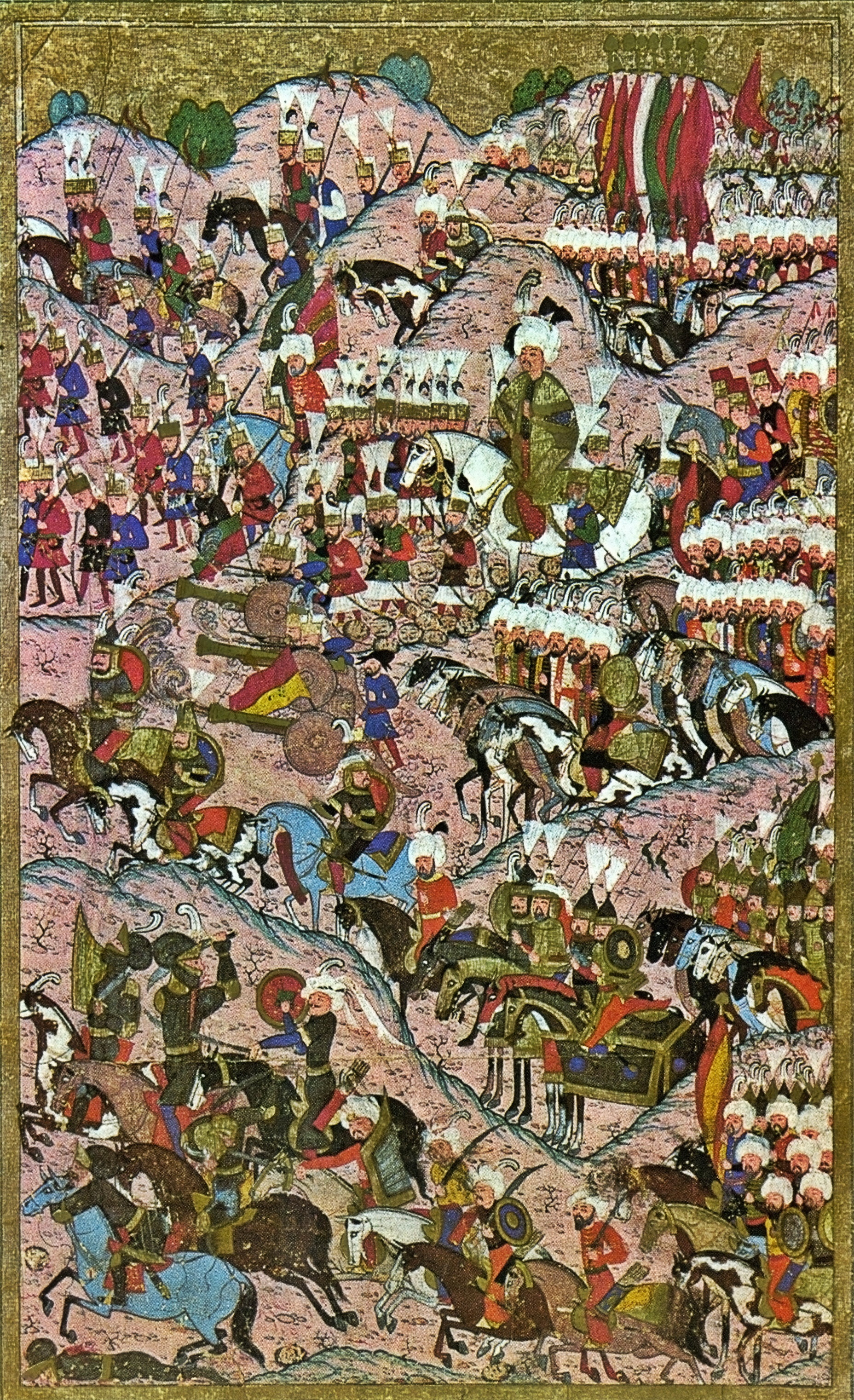
Szulejmán a győzelem után

## A csata feldolgozásai
- Wenczel Pohl: Mohácsi csata – festmény – (1765)
- Dorfmeister István: Első és Második mohácsi csata – festmény – (1783)
- Kisfaludy Károly: Mohácsi dal – vers – (1829)
- Orlai Petrich Soma: II. Lajos holttestének megtalálása – festmény – (1851)
- Kovács Mihály: Mohácsi temetés – festmény – (1853)
- Than Mór: A mohácsi csata – festmény – (1856)
- Székely Bertalan: II. Lajos holttestének megtalálása – festmény – (1860)
- Orlai Petrich Soma: Perényiné a mohácsi csata után összeszedeti a halottakat – festmény – (1860)
- Székely Bertalan: Mohácsi csata – festmény – (1866)
- ismeretlen szerző: A mohácsi vésznapok – színdarab – (1866)
- Kosztolányi Dezső: Mohács – vers – (1907)
- Ady Endre: Nekünk Mohács kell! – vers – (1908)
- Voinovich Géza: Mohács – színdarab – (1922)
- Bartók Lajos: Mohács – színdarab – (1922)
- Krúdy Gyula: Mohács vagy két árva gyermek vergődése – regény – (1926)
- Háy Gyula: Mohács után – színdarab – (1932)
- Thuróczy Katalin: Mohács, avagy hogyan veszett Magyarország – színdarab – (1991)
- Mohács – tévéfilm – (1996)
- A mohácsi vész – film – (2004)
- Dr. Kincses Ferenc: Mohácsi csata – festmény – (2001)

### Szakirodalom és forráskiadványok
- Berend T. Iván, Laczkó Miklós, Hanák Péter, Ránki György, Siklós András. Magyarország története, 3. kiadás, Budapest: Gondolat Könyvkiadó (1971). ISBN 072-900-0574-86-0
- Botlik Richárd: Az 1526. évi mohácsi csata árnyékseregei. Budapest, 2017, ISBN 978-963-88734-1-5 [PDF]
- Botlik Richárd: Ez történt Mohács előtt – a Szapolyai (t)örökség, Unicus Kiadó, Budapest, 2022, ISBN 978-615-5084-91-1
- Brodarics István magyar kancellár és szerémi püspök leghitelesebb története a magyaroknak a törökökkel, Mohácsnál vívott ütközetéről, In: Botlik Richárd, Illik Péter: A mohácsi csata (1526) másképpen – A nagy temető?, Unicus Kiadó, Budapest, 2018, ISBN 978-615-5084-52-2
- Brodarics István: Igaz történet a magyarok és szulejmán török császár mohácsi ütközetéről. nyeomszsz.org. [2013. március 31-i dátummal az eredetiből archiválva]. (Hozzáférés: 2018. augusztus 27.)
- B. Szabó János. A mohácsi csata. Budapest: Corvina Kiadó (2011). ISBN 978-963-1360-10-3
- szerk.: B. Szabó János: Mohács, Nemzet és emlékezet. Budapest: Osiris (2006). ISBN 978-963-3898-38-3
- B. Szabó János. A mohácsi vész, A magyar történelem rejtélyei. Budapest: Kossuth Kiadó (2016). ISBN 978-963-0984-60-7
- Gyáni Gábor. Elbeszélhető-e egy csata hiteles története?, Relatív történelem. Budapest: Typotex (2007). ISBN 978-963-9664-39-5
- Kasza Péter: Brodarics István tevékenysége irodalomtörténeti megközelítésben (Phd értekezés). doktori.bibl.u-szeged.hu. (Hozzáférés: 2018. augusztus 27.)
- szerk.: Katona Tamás: Mohács emlékezete, 3. kiadás, Bibliotheca Historica, Budapest: Európa Könyvkiadó (1987). ISBN 963-07-3933-X
- Kiss Lajos: Nándorfehérvár bukása I.. epa.oszk.hu. (Hozzáférés: 2018. augusztus 28.)
- Kiss Lajos: Nándorfehérvár bukása II.. epa.oszk.hu. (Hozzáférés: 2018. augusztus 28.)
- Kulcsár Péter. A Jagelló-kor. Budapest: Gondolat (1981). ISBN 963-2809-69-6
- Ortvay Tivadar. A mohácsi csata. Máriabesnyő-Gödöllő: Attraktor (2010). ISBN 978-963-9857-63-6
- Pálffy Géza. A Magyar Királyság és a Habsburg Monarchia a 16. században, 2. kiadás, Magyar Történelmi Emlékek. Értekezések, Budapest: MTA Bölcsészettudományi Kutatóközpont Történettudományi Intézet (2016). ISBN 978-963-9627-31-4
- Perjés Géza. Mohács. Budapest: Magvető (1979). ISBN 963-270-88-8
- Perjés Géza. A mohácsi csata, Csatakönyv. Budapest: HM Hadtörténeti Intézet és Múzeum, 17-55. o. (2014). ISBN 978-963-7097-69-0
- Szakály Ferenc. A mohácsi csata. Budapest: Akadémiai Kiadó (1977). ISBN 963-051-406-0
- Szakály Ferenc: Nándorfehérvár 1521-es ostromához. epa.oszk.hu. (Hozzáférés: 2018. augusztus 28.)
- I. Szulejmán naplói (az 1521, 1526, 1529, 1532-ik év), 277-363 o., In: Thúry József: Török-Magyarkori Történelmi emlékek – I. Török történetírók, Budapest, 1893, Magyar Tudományos Akadémia, 434 o. https://archive.org/details/trktrtne01thuruoft
- Zay Ferenc. Az Lándorfejírvár elveszésének oka e vót és így esött, Bibliotheca Historica. Budapest: Magyar Helikon (1980). ISBN 963-207-496-3
- Szerkesztette: Farkas Gábor Farkas, Szebelédi Zsolt, Varga Bernadett. „Nekünk mégis Mohács kell...” Lajos király rejtélyes halála és különböző temetései. Budapest: A Magyar Tudományos Akadémia Bölcsészettudományi Kutatóközpont és az Országos Széchényi Könyvtár közös kiadása (2016). ISBN 978-963-200-654-3

### További művek
- Grandpierre K. Endre. Királygyilkosságok. Magyarok Titkos Története, 205.; 207–229. o. (1991). ISBN 963-7707-00-X
- Kolozsvári G. Endre.szerk.: Majtényi Zoltán: Lajos király három halála és négy temetése. Móra Ferenc Ifjúsági Könyvkiadó (1989). ISBN 963-11-6536-1
- Jorga, Nicolae. Geschichte des Osmanischen Reiches (német nyelven). Paderborn: Salzwasser (2011). ISBN 978-3-86382-408-2
- Marczali, Henrik: Magyarország a mohácsi vész után. mek.oszk.hu. (Hozzáférés: 2018. augusztus 28.)
- Matschke, Klaus-Peter. Das Kreuz und der Halbmond. Die Geschichte der Türkenkriege (német nyelven). Düsseldorf-Zürich: Artemis & Winkler (2004). ISBN 978-3-538-07178-0
- Matuz, Josef. Das Osmanische Reich. Grundlinien seiner Geschichte (német nyelven). Darmstadt: Wissenschaftliche Buchgesellschaft (2012). ISBN 978-3-86312-326-0
- Molnár, Miklós. A Concise History of Hungary (angol nyelven). Cambridge University Press (2001). ISBN 978-052-1667-36-4
- Nicolle, David. Hungary and the fall of Eastern Europe (angol nyelven). Osprey Publishing (1988). ISBN 978-085-0458-33-6
- Pálffy, Géza. The Kingdom of Hungary and the Habsburg Monarchy in the Sixteenth Century, East European Monographs (angol nyelven). Columbia University Press (2010). ISBN 978-088-0336-33-8
- Pezenhoffer Antal. A magyar nemzet történelme. A katolikus Egyház és a Habsburg-ház történelmi szerepe. I. kötet. „Béke és Igazság Pilisszentléleki Modell” Alapítvány (2006). ISBN 978-963-8283-17-7
- Stavrianos, L. S.. Balkans Since 1453 (angol nyelven). C. Hurst & Co. Publishers (2000). ISBN 978-081-4797-66-2
- Verancsics Antal: Memoria rerum que in Hungária nato rege Ludovico ultimo acciderunt, qui fuit ultimi Ladislai filius. – Összes munkái között: Monumenta Hungáriáé Historica Scriptores III. – Közli: Szalay László. Pest. 1857
- Turnbull, Stephen. The Ottoman Empire 1326–1699 (angol nyelven). Osprey Publishing (2003). ISBN 978-184-1765-69-3

### Weboldalak
- Osztrák szemtanú beszámolója a mohácsi csatáról. mult-kor.hu, 2001. szeptember 15. (Hozzáférés: 2001. szeptember 15.)
- https://mohacsi-csata.hu/
- A középkori magyar állam végét jelentette a mohácsi vereség. mult-kor.hu, 2006. augusztus 29. (Hozzáférés: 2006. augusztus 29.)
- A mohácsi csata I. – Előzmények, 2008. április 14., II. – Előkészületek a csatára, 2008. április 15., III. – A végjáték. toriblog.blog.hu, 2008. április 16. (Hozzáférés: 2018. augusztus 27.)
- Barta Gábor: Hogyan halt meg II. Lajos király?. mohacsi-csata.hu, 2013. február 9. [2018. augusztus 28-i dátummal az eredetiből archiválva]. (Hozzáférés: 2018. augusztus 27.)
- Tarján M. Tamás: Összefoglalás a mohácsi csatáról. rubicon.hu. (Hozzáférés: 2018. augusztus 27.)
- Tévút Mohácsig I. – Az ütközőállamok elvesztése, 2012. július 31., II. – Mátyás király elszalasztott lehetőségei, 2012. augusztus 18., III. – Három család marakodása gyengítette meg Közép-Európát, 2012. augusztus 23., IV. – Magyarország legsúlyosabb katasztrófája. origo.hu, 2012. augusztus 29. (Hozzáférés: 2018. augusztus 27.)
- Varga Szabolcs: Nem az volt a ma 498 éve elszenvedett mohácsi vereség oka, amit az iskolában tanítottak nekünk. Válasz Online, 2024. augusztus 29. (Hozzáférés: 2024. augusztus 31.)
- A király halála: film információkkal a csatáról is Archiválva 2019. augusztus 3-i dátummal a Wayback Machine-ben

## Kapcsolódó szócikk
- Szulejmáni ajánlat